# Primera División de España 2021-22
La Primera División de España 2021-22 (también conocida como LaLiga o LaLiga Santander, por motivos de patrocinio) fue la 91.ª edición de la Primera División de España de fútbol. El torneo lo organizó la Liga de Fútbol Profesional (LFP), cuyo inicio fue el viernes 13 de agosto de 2021, alargándose hasta el domingo 22 de mayo de 2022.
El Real Madrid se proclamó campeón de la temporada, consiguiendo su 35.ª liga en la jornada 34.

## Sistema de competición
Como en temporadas anteriores, consta de un grupo único integrado por veinte clubes de toda la geografía española. Siguiendo un sistema de liga, los veinte equipos se enfrentan todos contra todos en dos ocasiones, una en campo propio y otra en campo contrario, sumando un total de 38 jornadas. El orden de los encuentros se decidirá por sorteo antes de empezar la competición.
La clasificación final se establecerá teniendo en cuenta los puntos obtenidos en cada enfrentamiento, a razón de tres por partido ganado, uno por empate y ninguno en caso de derrota. Si al finalizar el campeonato dos equipos igualan a puntos, los mecanismos para desempatar la clasificación son los siguientes:
- El que tiene una mayor diferencia entre goles a favor y en contra en los enfrentamientos entre ambos.
- Si persiste el empate, se tiene en cuenta la diferencia de goles a favor y en contra en todos los encuentros del campeonato.

Si el empate a puntos se produce entre tres o más clubes, los sucesivos mecanismos de desempate son los siguientes:
- La mejor puntuación que a cada uno corresponde a tenor de los resultados de los partidos jugados entre sí por los clubes implicados.
- La mayor diferencia de goles a favor y en contra, considerando únicamente los partidos jugados entre sí por los clubes implicados.
- La mayor diferencia de goles a favor y en contra teniendo en cuenta todos los encuentros del campeonato.
- El mayor número de goles a favor teniendo en cuenta todos los encuentros del campeonato.

### Clasificación para competiciones europeas
La UEFA concede 7 plazas a la Real Federación Española de Fútbol para participar en sus tres competiciones continentales de la temporada posterior, que se distribuyen de la siguiente forma:
- 4 plazas en la fase de grupos de la Liga de Campeones para los cuatro primeros equipos clasificados de LaLiga.
- 2 plazas en la fase de grupos de la Liga Europa para el equipo campeón de la Copa del Rey y para el quinto equipo clasificado de LaLiga.
- 1 plaza en la ronda de play-off de la Liga Europa Conferencia para el sexto equipo clasificado de LaLiga.

No obstante, esta distribución se puede ver alterada si alguno de los equipos que han obtenido una plaza en alguna competición europea a través de las competiciones nacionales hubiera obtenido una plaza diferente tras la consecución de algún título europeo en la misma temporada, o hubiera obtenido dos plazas distintas en competiciones nacionales (una a través de la Liga y otra a través de la Copa), provocando así las siguientes dos excepciones:
- Excepción de la Copa del Rey: Si un equipo obtiene una plaza para la Liga Europa a través de la Copa del Rey, pero se encuentra entre los cinco primeros clasificados de LaLiga (obteniendo así una plaza igual o superior), la plaza obtenida en Copa pasa al sexto clasificado, siendo el equipo clasificado en séptimo lugar quien acceda a la plaza de Liga Europa Conferencia. Sin embargo, si el Campeón se encuentra clasificado en la sexta posición de la Liga, obtiene la plaza conseguida a través de la Copa, por ser mejor, y la plaza de Liga Europa Conferencia se le concede al séptimo clasificado.

- Excepción de la UEFA: Si un equipo gana una competición europea se le concede una plaza para participar en la próxima edición de la competición europea inmediatamente superior (en la misma competición, en el caso de la Liga de Campeones). Si un equipo en esta situación obtiene una plaza diferente mediante una competición nacional, se queda con la plaza que le permite acceder a una competición superior, y la otra plaza no se le concede a ningún equipo español, pasando el cupo a otra federación nacional.

## Equipos participantes

### Equipos por comunidad autónoma
| N.° | Comunidad autónoma | Equipos                                                              |
| --- | ------------------ | -------------------------------------------------------------------- |
| 4   | Andalucía          | Cádiz C. F., Granada C. F., Real Betis y Sevilla F. C.               |
| 4   | Madrid             | Atlético de Madrid, Getafe C. F., Rayo Vallecano y Real Madrid C. F. |
| 4   | Valencia           | Elche C. F., Levante U. D., Valencia C. F. y Villarreal C. F.        |
| 3   | País Vasco         | Athletic Club, Deportivo Alavés y Real Sociedad                      |
| 2   | Cataluña           | F. C. Barcelona y R. C. D. Espanyol                                  |
| 1   | Galicia            | R. C. Celta de Vigo                                                  |
| 1   | Islas Baleares     | R. C. D. Mallorca                                                    |
| 1   | Navarra            | C. A. Osasuna                                                        |

### Ascensos y descensos
Un total de 20 equipos disputan la liga: los 17 primeros clasificados de la Primera División de España 2020-21, los dos primeros clasificados de la Segunda División de España 2020-21 y el vencedor de una promoción disputada a tal efecto entre el 3.º, 4.º, 5.º y 6.º clasificado de la Segunda División de España 2020-21.
| Pos. | Descendidos a 2.ª División |
| ---- | -------------------------- |
| 18.º | S. D. Huesca               |
| 19.º | Real Valladolid C. F.      |
| 20.º | S. D. Eibar                |

| Pos.  | Ascendidos de 2.ª División |
| ----- | -------------------------- |
| 1.º   | R. C. D. Espanyol          |
| 2.º   | R. C. D. Mallorca          |
| Prom. | Rayo Vallecano (6.º)       |

### Información de los equipos
| Equipo             | Ciudad            | Entrenador                  | Capitán            | Estadio                       | Aforo  | Proveedor   | Patrocinador principal (en la equipación) | Otros patrocinadores (en la equipación)                    | Límite salarial (en millones de €) |
| ------------------ | ----------------- | --------------------------- | ------------------ | ----------------------------- | ------ | ----------- | ----------------------------------------- | ---------------------------------------------------------- | ---------------------------------- |
| Athletic Club      | Bilbao            | Marcelino García            | Iker Muniain       | San Mamés                     | 53 289 | New Balance | Kutxabank                                 |                                                            | 111,818                            |
| Atlético de Madrid | Madrid            | Diego Simeone               | Koke               | Wanda Metropolitano           | 68 456 | Nike        | Plus500                                   | 2 patrocinadores Hyundai Ria Money Transfer                | 171,606                            |
| Barcelona          | Barcelona         | Xavi Hernández              | Sergio Busquets    | Camp Nou                      | 99 354 | Nike        | Rakuten                                   | 2 patrocinadores Unicef Allianz                            | 97,942                             |
| Cádiz              | Cádiz             | Sergio González             | José Mari          | Estadio Nuevo Mirandilla      | 20 724 | Macron      | Bitci                                     | 1 patrocinador JOBChain                                    | 45,388                             |
| Celta de Vigo      | Vigo              | Eduardo Coudet              | Hugo Mallo         | Abanca-Balaídos               | 29 000 | Adidas      | Estrella Galicia 0,0                      | 1 patrocinador Abanca                                      | 65,530                             |
| Deportivo Alavés   | Vitoria           | Julio Velázquez             | Víctor Laguardia   | Mendizorroza                  | 19 840 | Kelme       | Zotapay                                   | 2 patrocinadores Integra Energía InnJoo                    | 42,858                             |
| Elche              | Elche             | Francisco Rodríguez Vílchez | Gonzalo Verdú      | Martínez Valero               | 33 732 | Nike        | TM Real State Group                       | 1 patrocinador Sfidante                                    | 41,525                             |
| Espanyol           | Barcelona         | Vicente Moreno              | David López        | RCDE Stadium                  | 40 000 | Kelme       | Riviera Maya                              | 3 patrocinadores Reale Seguros DIGI GRO                    | 77,873                             |
| Getafe             | Getafe            | Quique Sánchez Flores       | Djené              | Coliseum Alfonso Pérez        | 17 000 | Joma        | Tecnocasa Group                           |                                                            | 64,470                             |
| Granada            | Granada           | Aitor Karanka               | Víctor Díaz        | Nuevo Los Cármenes            | 19 336 | Nike        | Platzi                                    | 1 patrocinador Caja Rural de Granada                       | 53,498                             |
| Levante            | Valencia          | Alessio Lisci               | José Luis Morales  | Ciutat de València            | 26 354 | Macron      | Gedesco                                   | 2 patrocinadores Baleària Sesderma                         | 32,108                             |
| Mallorca           | Palma de Mallorca | Javier Aguirre              | Manolo Reina       | Son Moix                      | 23 142 | Nike        | aGEL                                      | 3 patrocinadores Alua Hotels & Resorts Ok Cars Specialized | 46,129                             |
| Osasuna            | Pamplona          | Jagoba Arrasate             | Oier Sanjurjo      | El Sadar                      | 23 576 | Adidas      | Verleal                                   | 1 patrocinador Oselk                                       | 56,230                             |
| Real Betis         | Sevilla           | Manuel Pellegrini           | Joaquín            | Benito Villamarín             | 60 721 | Kappa       | Finetwork                                 | 1 patrocinador LegacyFX                                    | 70,864                             |
| Real Madrid        | Madrid            | Carlo Ancelotti             | Marcelo            | Santiago Bernabéu             | 81 044 | Adidas      | Emirates                                  |                                                            | 739,163                            |
| Real Sociedad      | San Sebastián     | Imanol Alguacil             | Asier Illarramendi | Reale Arena                   | 40 000 | Macron      | Finetwork                                 | 2 patrocinadores Kutxabank Reale Seguros                   | 127,704                            |
| Rayo Vallecano     | Madrid            | Andoni Iraola               | Óscar Trejo        | Estadio de Vallecas           | 14 790 | Umbro       | DIGI                                      |                                                            | 41,829                             |
| Sevilla            | Sevilla           | Jorge Sampaoli              | Jesús Navas        | Estadio Ramón Sánchez-Pizjuán | 43 883 | Nike        | Naga                                      | 2 patrocinadores Valvoline Socios.com                      | 200,399                            |
| Valencia           | Valencia          | José Bordalás               | José Luis Gayà     | Mestalla                      | 55 000 | Puma        | Socios.com                                | 3 patrocinadores Samtrade Sailun Tyre Skoda                | 30,986                             |
| Villarreal         | Villarreal        | Unai Emery                  | Mario Gaspar       | Estadio de la Cerámica        | 23 500 | Joma        | Pamesa Cerámica                           | 1 patrocinador Endavant                                    | 159,292                            |

Notas
1. ↑  Fundado en Barcelona, actualmente con sede social en Cornellá

### Cambios de entrenadores
| Equipo            | Entrenador (Jornadas)        | Fecha de vacante        | Tipo de salida     | Posición en la tabla | Entrenador entrante                 | Fecha de nombramiento   |
| ----------------- | ---------------------------- | ----------------------- | ------------------ | -------------------- | ----------------------------------- | ----------------------- |
| Levante U. D.     | Paco López (1-8)             | 3 de octubre de 2021    | Destitución        | 18.º                 | Javi Pereira (9-15)                 | 7 de octubre de 2021    |
| Getafe C. F.      | Míchel González (1-8)        | 4 de octubre de 2021    | Destitución        | 20.º                 | Quique Sánchez Flores (9-38)        | 6 de octubre de 2021    |
| F. C. Barcelona   | Ronald Koeman (1-11)         | 28 de octubre de 2021   | Destitución        | 9.º                  | Sergi Barjuan INT (12-13)           | 29 de octubre de 2021   |
| F. C. Barcelona   | Sergi Barjuan INT (12-13)    | 6 de noviembre de 2021  | Fin de interinidad | 9.º                  | Xavi Hernández (14-38)              | 8 de noviembre de 2021  |
| Elche C.F.        | Fran Escribá (1 - 14)        | 21 de noviembre de 2021 | Destitución        | 18.º                 | Francisco Rodríguez Vílchez (16-38) | 28 de noviembre de 2021 |
| Levante U. D.     | Javi Pereira (9-15)          | 30 de noviembre de 2021 | Destitución        | 20.º                 | Alessio Lisci (16-38)               | 30 de noviembre de 2021 |
| Deportivo Alavés  | Javi Calleja (1-18)          | 28 de diciembre de 2021 | Destitución        | 18.º                 | José Luis Mendilibar (19-30)        | 28 de diciembre de 2021 |
| Cádiz C. F.       | Álvaro Cervera (1-20)        | 11 de enero de 2022     | Destitución        | 19.º                 | Sergio González (21-38)             | 12 de enero de 2022     |
| Granada C.F.      | Robert Moreno (1-27)         | 6 de marzo de 2022      | Destitución        | 17.º                 | Rubén Torrecilla INT (28-32)        | 6 de marzo de 2022      |
| R. C. D. Mallorca | Luis García Plaza (1-29)     | 22 de marzo de 2022     | Destitución        | 18.º                 | Javier Aguirre (30-38)              | 23 de marzo de 2022     |
| Deportivo Alavés  | José Luis Mendilibar (19-30) | 4 de abril de 2022      | Destitución        | 20.º                 | Julio Velázquez (31-38)             | 5 de abril de 2022      |
| Granada C.F.      | Rubén Torrecilla INT (28-32) | 18 de abril de 2022     | Destitución        | 17.º                 | Aitor Karanka (33-38)               | 19 de abril de 2022     |
| R. C. D. Espanyol | Vicente Moreno (1-36)        | 13 de mayo de 2022      | Destitución        | 13.º                 | Luis Blanco INT (37-38)             | 13 de mayo de 2022      |

## Clasificación
| Pos. | Equipo                | Pts. | PJ | G  | E  | P  | GF | GC | Dif. | Clasificación 2022-23                    |
| ---- | --------------------- | ---- | -- | -- | -- | -- | -- | -- | ---- | ---------------------------------------- |
| 1    | Real Madrid C. F. (C) | 86   | 38 | 26 | 8  | 4  | 80 | 31 | +49  | Fase de grupos de la Liga de Campeones   |
| 2    | F. C. Barcelona       | 73   | 38 | 21 | 10 | 7  | 68 | 38 | +30  | Fase de grupos de la Liga de Campeones   |
| 3    | Atlético de Madrid    | 71   | 38 | 21 | 8  | 9  | 65 | 43 | +22  | Fase de grupos de la Liga de Campeones   |
| 4    | Sevilla F. C.         | 70   | 38 | 18 | 16 | 4  | 53 | 30 | +23  | Fase de grupos de la Liga de Campeones   |
| 5    | Real Betis Balompié   | 65   | 38 | 19 | 8  | 11 | 62 | 40 | +22  | Fase de grupos de la Liga Europa         |
| 6    | Real Sociedad         | 62   | 38 | 17 | 11 | 10 | 40 | 37 | +3   | Fase de grupos de la Liga Europa         |
| 7    | Villarreal C. F.      | 59   | 38 | 16 | 11 | 11 | 63 | 37 | +26  | Ronda de play-off de la Liga Conferencia |
| 8    | Athletic Club         | 55   | 38 | 14 | 13 | 11 | 43 | 36 | +7   |                                          |
| 9    | Valencia C. F.        | 48   | 38 | 11 | 15 | 12 | 48 | 53 | −5   |                                          |
| 10   | C. A. Osasuna         | 47   | 38 | 12 | 11 | 15 | 37 | 51 | −14  |                                          |
| 11   | R. C. Celta de Vigo   | 46   | 38 | 12 | 10 | 16 | 43 | 43 | 0    |                                          |
| 12   | Rayo Vallecano        | 42   | 38 | 11 | 9  | 18 | 39 | 50 | −11  |                                          |
| 13   | Elche C. F.           | 42   | 38 | 11 | 9  | 18 | 40 | 52 | −12  |                                          |
| 14   | R. C. D. Espanyol     | 42   | 38 | 10 | 12 | 16 | 40 | 53 | −13  |                                          |
| 15   | Getafe C. F.          | 39   | 38 | 8  | 15 | 15 | 33 | 40 | −7   |                                          |
| 16   | R. C. D. Mallorca     | 39   | 38 | 10 | 9  | 19 | 36 | 63 | −27  |                                          |
| 17   | Cádiz C. F.           | 39   | 38 | 8  | 15 | 15 | 35 | 51 | −16  |                                          |
| 18   | Granada C. F. (D)     | 38   | 38 | 8  | 14 | 16 | 44 | 61 | −17  | Segunda División                         |
| 19   | Levante U. D. (D)     | 35   | 38 | 8  | 11 | 19 | 51 | 76 | −25  | Segunda División                         |
| 20   | Deportivo Alavés (D)  | 31   | 38 | 8  | 7  | 23 | 31 | 65 | −34  | Segunda División                         |

Actualizado a los partidos jugados el 22 de mayo de 2022.
 Fuente: La Liga
Criterios de clasificación: Puntos · Enfrentamientos directos · Diferencia de goles · Goles a favor · Puntos fair-play · Play-off.
Notas:
1. ↑  La plaza de Europa League reservada al Real Betis Balompié como quinto clasificado, al ya haberla obtenido previamente como equipo campeón de la Copa del Rey, se le otorga al sexto clasificado, siendo equipo que finalice en séptimo lugar el que acceda a disputar la Liga Conferencia desde la ronda de playoff.

|                           |
|                           |
| Campeón Real Madrid C. F. |
| 35.º título               |

### Evolución de la clasificación
| Jornada / Equipo | 1  | 2  | 3  | 4  | 5  | 6  | 7  | 8  | 9  | 10 | 11 | 12 | 13 | 14 | 15 | 16 | 17 | 18 | 19 | 20 | 21 | 22 | 23 | 24 | 25 | 26 | 27 | 28 | 29 | 30 | 31 | 32 | 33 | 34 | 35 | 36 | 37 | 38 |
| Jornada / Equipo |    |    |    |    |    |    |    |    |    |    |    |    |    |    |    |    |    |    |    |    |    |    |    |    |    |    |    |    |    |    |    |    |    |    |    |    |    |    |
| ---------------- | -- | -- | -- | -- | -- | -- | -- | -- | -- | -- | -- | -- | -- | -- | -- | -- | -- | -- | -- | -- | -- | -- | -- | -- | -- | -- | -- | -- | -- | -- | -- | -- | -- | -- | -- | -- | -- | -- |
| R. Madrid        | 1  | 3  | 1  | 1  | 1  | 1  | 1  | 1  | 2  | 2  | 2  | 2  | 2  | 1  | 1  | 1  | 1  | 1  | 1  | 1  | 1  | 1  | 1  | 1  | 1  | 1  | 1  | 1  | 1  | 1  | 1  | 1  | 1  | 1  | 1  | 1  | 1  | 1  |
| Barcelona        | 3  | 4  | 4  | 7  | 7  | 7  | 6  | 9  | 7  | 7  | 9  | 9  | 9  | 7  | 7  | 7  | 8  | 8  | 5  | 6  | 6  | 5  | 4  | 4  | 4  | 4  | 3  | 3  | 3  | 2  | 2  | 2  | 2  | 2  | 2  | 2  | 2  | 2  |
| At. Madrid       | 4  | 2  | 5  | 3  | 2  | 2  | 4  | 2  | 4  | 4  | 6  | 4  | 4  | 4  | 2  | 4  | 4  | 5  | 4  | 4  | 4  | 4  | 5  | 5  | 5  | 5  | 4  | 4  | 3  | 4  | 4  | 4  | 4  | 4  | 3  | 3  | 3  | 3  |
| Sevilla          | 2  | 1  | 2  | 6  | 6  | 4  | 3  | 4  | 3  | 3  | 3  | 3  | 3  | 3  | 4  | 2  | 2  | 2  | 2  | 2  | 2  | 2  | 2  | 2  | 2  | 2  | 2  | 2  | 2  | 4  | 3  | 3  | 3  | 3  | 4  | 4  | 4  | 4  |
| Betis            | 6  | 9  | 14 | 9  | 11 | 8  | 7  | 10 | 8  | 5  | 4  | 5  | 5  | 5  | 5  | 3  | 3  | 3  | 3  | 3  | 3  | 3  | 3  | 3  | 3  | 3  | 5  | 5  | 5  | 5  | 5  | 5  | 5  | 5  | 5  | 5  | 5  | 5  |
| R. Sociedad      | 18 | 7  | 7  | 4  | 4  | 3  | 2  | 3  | 1  | 1  | 1  | 1  | 1  | 2  | 3  | 5  | 5  | 6  | 7  | 5  | 5  | 6  | 7  | 6  | 7  | 7  | 6  | 6  | 6  | 6  | 6  | 6  | 6  | 6  | 6  | 6  | 6  | 6  |
| Villarreal       | 13 | 15 | 11 | 13 | 14 | 12 | 11 | 11 | 12 | 13 | 13 | 13 | 12 | 12 | 12 | 13 | 13 | 11 | 8  | 8  | 8  | 7  | 6  | 7  | 6  | 6  | 7  | 7  | 7  | 7  | 7  | 7  | 7  | 7  | 7  | 7  | 7  | 7  |
| Athletic         | 10 | 11 | 9  | 5  | 5  | 9  | 10 | 7  | 9  | 8  | 8  | 8  | 8  | 8  | 8  | 9  | 11 | 9  | 10 | 9  | 10 | 9  | 8  | 8  | 8  | 8  | 8  | 8  | 8  | 8  | 8  | 8  | 8  | 8  | 8  | 8  | 8  | 8  |
| Valencia         | 5  | 6  | 3  | 2  | 3  | 5  | 8  | 8  | 10 | 10 | 11 | 10 | 10 | 10 | 11 | 8  | 7  | 7  | 9  | 10 | 9  | 10 | 11 | 12 | 12 | 9  | 9  | 9  | 9  | 9  | 9  | 10 | 10 | 10 | 10 | 10 | 11 | 9  |
| Osasuna          | 12 | 14 | 8  | 11 | 8  | 10 | 9  | 5  | 5  | 6  | 7  | 7  | 7  | 9  | 10 | 10 | 10 | 12 | 14 | 12 | 13 | 11 | 12 | 9  | 10 | 11 | 11 | 11 | 10 | 10 | 10 | 9  | 9  | 9  | 9  | 9  | 9  | 10 |
| Celta            | 16 | 16 | 18 | 18 | 18 | 17 | 13 | 16 | 15 | 14 | 14 | 15 | 15 | 15 | 13 | 14 | 14 | 13 | 12 | 14 | 12 | 12 | 10 | 10 | 9  | 10 | 10 | 10 | 11 | 11 | 12 | 11 | 11 | 12 | 11 | 11 | 10 | 11 |
| Rayo             | 20 | 20 | 10 | 12 | 10 | 6  | 5  | 6  | 6  | 7  | 5  | 6  | 6  | 6  | 6  | 6  | 6  | 4  | 6  | 7  | 7  | 8  | 9  | 11 | 11 | 12 | 13 | 13 | 13 | 13 | 13 | 14 | 14 | 11 | 12 | 12 | 12 | 12 |
| Elche            | 14 | 17 | 15 | 10 | 12 | 15 | 16 | 14 | 14 | 15 | 15 | 16 | 18 | 18 | 17 | 16 | 16 | 17 | 17 | 16 | 15 | 15 | 14 | 14 | 13 | 13 | 14 | 14 | 14 | 15 | 15 | 13 | 13 | 13 | 14 | 14 | 15 | 13 |
| Espanyol         | 11 | 13 | 16 | 16 | 16 | 13 | 14 | 13 | 11 | 11 | 10 | 11 | 11 | 11 | 9  | 11 | 9  | 10 | 11 | 11 | 11 | 13 | 13 | 13 | 14 | 14 | 12 | 12 | 12 | 12 | 11 | 12 | 12 | 14 | 13 | 13 | 13 | 14 |
| Getafe           | 17 | 18 | 19 | 19 | 19 | 19 | 20 | 20 | 20 | 20 | 20 | 20 | 20 | 19 | 19 | 19 | 19 | 16 | 16 | 17 | 16 | 16 | 15 | 16 | 15 | 15 | 15 | 15 | 15 | 14 | 14 | 15 | 15 | 15 | 15 | 15 | 14 | 15 |
| Mallorca         | 9  | 5  | 6  | 8  | 9  | 11 | 12 | 12 | 13 | 12 | 12 | 12 | 13 | 13 | 14 | 12 | 12 | 14 | 15 | 15 | 17 | 17 | 17 | 15 | 16 | 16 | 16 | 16 | 18 | 18 | 17 | 18 | 16 | 16 | 18 | 18 | 17 | 16 |
| Cádiz            | 8  | 10 | 12 | 15 | 13 | 14 | 15 | 15 | 16 | 17 | 18 | 18 | 16 | 16 | 18 | 18 | 18 | 19 | 19 | 19 | 19 | 18 | 18 | 19 | 18 | 18 | 18 | 18 | 17 | 17 | 18 | 16 | 17 | 17 | 16 | 17 | 18 | 17 |
| Granada          | 15 | 12 | 17 | 17 | 17 | 18 | 18 | 17 | 17 | 16 | 17 | 14 | 17 | 17 | 16 | 15 | 15 | 15 | 13 | 13 | 14 | 14 | 16 | 17 | 17 | 17 | 17 | 17 | 16 | 16 | 16 | 17 | 18 | 18 | 17 | 16 | 16 | 18 |
| Levante          | 7  | 8  | 13 | 14 | 15 | 16 | 17 | 18 | 18 | 19 | 19 | 19 | 19 | 20 | 20 | 20 | 20 | 20 | 20 | 20 | 20 | 20 | 20 | 20 | 20 | 20 | 20 | 20 | 20 | 19 | 19 | 19 | 19 | 20 | 19 | 20 | 19 | 19 |
| Alavés           | 19 | 19 | 20 | 20 | 20 | 20 | 19 | 19 | 19 | 18 | 16 | 17 | 14 | 14 | 15 | 17 | 17 | 18 | 18 | 18 | 18 | 19 | 19 | 18 | 19 | 19 | 19 | 19 | 19 | 20 | 20 | 20 | 20 | 19 | 20 | 19 | 20 | 20 |

## Resultados
Los horarios corresponden al huso horario de España (Hora central europea): UTC+1 en horario estándar y UTC+2 en horario de verano.
| Jornada 1           | Jornada 1 | Jornada 1          | Jornada 1             | Jornada 1    | Jornada 1 | Jornada 1    | Jornada 1              | Jornada 1  | Jornada 1 | Jornada 1 |
| Local               | Resultado | Visitante          | Estadio               | Fecha        | Hora      | Espectadores | Árbitro                | Amonestado | Expulsado |           |
| ------------------- | --------- | ------------------ | --------------------- | ------------ | --------- | ------------ | ---------------------- | ---------- | --------- | --------- |
| Valencia C. F.      | 1 – 0     | Getafe C. F.       | Camp de Mestalla      | 13 de agosto | 21:00     | 9 868        | Gil Manzano            | 7          | 2         |           |
| R. C. D. Mallorca   | 1 – 1     | Real Betis         | Visit Mallorca Estadi | 14 de agosto | 19:30     | 6 279        | Mateu Lahoz            | 4          | 0         |           |
| Cádiz C. F.         | 1 – 1     | Levante U. D.      | Nuevo Mirandilla      | 14 de agosto | 19:30     | 6 941        | Jaime Latre            | 6          | 0         |           |
| C. A. Osasuna       | 0 – 0     | R. C. D. Espanyol  | El Sadar              | 14 de agosto | 22:00     | 6 715        | Ortiz Arias            | 6          | 0         |           |
| Deportivo Alavés    | 1 – 4     | Real Madrid C. F.  | Mendizorroza          | 14 de agosto | 22:00     | 3 968        | Soto Grado             | 3          | 0         |           |
| R. C. Celta de Vigo | 1 – 2     | Atlético de Madrid | Abanca-Balaídos       | 15 de agosto | 17:30     | 5 401        | Munuera Montero        | 8          | 2         |           |
| F. C. Barcelona     | 4 – 2     | Real Sociedad      | Nou Camp              | 15 de agosto | 20:00     | 20 348       | Hernández Hernández    | 6          | 0         |           |
| Sevilla F. C.       | 3 – 0     | Rayo Vallecano     | Ramón Sánchez-Pizjuán | 15 de agosto | 22:15     | 13 962       | Díaz de Mera Escuderos | 1          | 1         |           |
| Villarreal C. F.    | 0 – 0     | Granada C. F.      | La Cerámica           | 16 de agosto | 20:00     | 7 837        | González Fuertes       | 4          | 1         |           |
| Elche C. F.         | 0 – 0     | Athletic Club      | Martínez Valero       | 16 de agosto | 22:00     | 9 145        | Cordero Vega           | 4          | 0         |           |

| Real Betis         | 1 – 1 | Cádiz C. F.         | Benito Villamarín      | 20 de agosto | 21:00 | 23 102 | Pizarro Gómez        | 4 | 0 |
| Deportivo Alavés   | 0 – 1 | R. C. D. Mallorca   | Mendizorroza           | 21 de agosto | 17:00 | 2 896  | Muñiz Ruiz           | 4 | 1 |
| Granada C. F.      | 1 – 1 | Valencia C. F.      | Los Cármenes           | 21 de agosto | 19:30 | 6 267  | Del Cerro Grande     | 5 | 0 |
| R. C. D. Espanyol  | 0 – 0 | Villarreal C. F.    | RCDE Stadium           | 21 de agosto | 19:30 | 11 095 | Figueroa Vázquez     | 7 | 0 |
| Athletic Club      | 1 – 1 | F. C. Barcelona     | San Mamés              | 21 de agosto | 22:00 | 9 394  | Martínez Munuera     | 3 | 1 |
| Real Sociedad      | 1 – 0 | Rayo Vallecano      | Reale Arena            | 22 de agosto | 17:30 | 7 652  | Jaime Latre          | 7 | 0 |
| Atlético de Madrid | 1 – 0 | Elche C. F.         | Wanda Metropolitano    | 22 de agosto | 19:30 | 24 926 | De Burgos Bengoetxea | 4 | 0 |
| Levante U. D.      | 3 – 3 | Real Madrid C. F.   | Ciutat de València     | 22 de agosto | 22:00 | 9 838  | Cuadra Fernández     | 5 | 1 |
| Getafe C. F.       | 0 – 1 | Sevilla F. C.       | Coliseum Alfonso Pérez | 23 de agosto | 20:00 | 4 810  | Sánchez Martínez     | 5 | 0 |
| C. A. Osasuna      | 0 – 0 | R. C. Celta de Vigo | El Sadar               | 23 de agosto | 22:00 | 7 189  | Alberola Rojas       | 7 | 0 |

| R. C. D. Mallorca   | 1 – 0 | R. C. D. Espanyol | Visit Mallorca Estadi | 27 de agosto | 20:00 | 7 529  | Díaz de Mera Escuderos | 7 | 1 |
| Valencia C. F.      | 3 – 0 | Deportivo Alavés  | Camp de Mestalla      | 27 de agosto | 22:15 | 10 627 | Ortiz Arias            | 5 | 0 |
| R. C. Celta de Vigo | 0 – 1 | Athletic Club     | Abanca-Balaídos       | 28 de agosto | 17:00 | 5 492  | Mateu Lahoz            | 3 | 0 |
| Real Sociedad       | 1 – 0 | Levante U. D.     | Reale Arena           | 28 de agosto | 19:30 | 7 758  | Munuera Montero        | 2 | 0 |
| Elche C. F.         | 1 – 1 | Sevilla F. C.     | Martínez Valero       | 28 de agosto | 19:30 | 10 195 | Pizarro Gómez          | 2 | 0 |
| Real Betis          | 0 – 1 | Real Madrid C. F. | Benito Villamarín     | 28 de agosto | 22:00 | 22 590 | Hernández Hernández    | 8 | 0 |
| F. C. Barcelona     | 2 – 1 | Getafe C. F.      | NOU Camp              | 29 de agosto | 17:00 | 26 543 | González Fuertes       | 4 | 0 |
| Cádiz C. F.         | 2 – 3 | C. A. Osasuna     | Nuevo Mirandilla      | 29 de agosto | 19:30 | 7 452  | Cordero Vega           | 4 | 0 |
| Rayo Vallecano      | 4 – 0 | Granada C. F.     | Vallecas              | 29 de agosto | 19:30 | 583    | Gil Manzano            | 5 | 0 |
| Atlético de Madrid  | 2 – 2 | Villarreal C. F.  | Wanda Metropolitano   | 29 de agosto | 22:00 | 26 840 | Soto Grado             | 6 | 0 |

| Levante U. D.     | 1 – 1 | Rayo Vallecano      | Ciutat de València     | 11 de septiembre | 18:30 | 12 974 | Alberola Rojas       | 7 | 0 |
| Athletic Club     | 2 – 0 | R. C. D. Mallorca   | San Mamés              | 11 de septiembre | 21:00 | 14 566 | Figueroa Vázquez     | 3 | 0 |
| R. C. D. Espanyol | 1 – 2 | Atlético de Madrid  | RCDE Stadium           | 12 de septiembre | 14:00 | 15 321 | Martínez Munuera     | 5 | 0 |
| C. A. Osasuna     | 1 – 4 | Valencia C. F.      | El Sadar               | 12 de septiembre | 16:15 | 13 940 | De Burgos Bengoetxea | 6 | 0 |
| Cádiz C. F.       | 0 – 2 | Real Sociedad       | Nuevo Mirandilla       | 12 de septiembre | 18:30 | 11 826 | Muñiz Ruiz           | 2 | 1 |
| Real Madrid C. F. | 5 – 2 | R. C. Celta de Vigo | Santiago Bernabéu      | 12 de septiembre | 21:00 | 19 874 | Sánchez Martínez     | 5 | 0 |
| Getafe C. F.      | 0 – 1 | Elche C. F.         | Coliseum Alfonso Pérez | 13 de septiembre | 20:00 | 6 856  | Melero López         | 6 | 0 |
| Granada C. F.     | 1 – 2 | Real Betis          | Los Cármenes           | 13 de septiembre | 22:00 | 10 791 | Cuadra Fernández     | 3 | 0 |
| Villarreal C. F.  | 5 – 2 | Deportivo Alavés    | La Cerámica            | 21 de diciembre  | 19:00 | 12 530 | Pizarro Gómez        | 2 | 0 |
| Sevilla F. C.     | 1 – 1 | F. C. Barcelona     | Ramón Sánchez-Pizjuán  | 21 de diciembre  | 21:30 | 31 358 | Del Cerro Grande     | 5 | 1 |

| R. C. Celta de Vigo | 1 – 2 | Cádiz C. F.       | Abanca-Balaídos       | 17 de septiembre | 21:00 | 6 754  | Díaz de Mera Escuderos | 6  | 0 |
| Rayo Vallecano      | 3 – 0 | Getafe C. F.      | Vallecas              | 18 de septiembre | 14:00 | 3 280  | Cordero Vega           | 13 | 0 |
| Atlético de Madrid  | 0 – 0 | Athletic Club     | Wanda Metropolitano   | 18 de septiembre | 16:15 | 38 798 | Gil Manzano            | 6  | 1 |
| Elche C. F.         | 1 – 1 | Levante U. D.     | Martínez Valero       | 18 de septiembre | 18:30 | 11 507 | Ortiz Arias            | 4  | 0 |
| Deportivo Alavés    | 0 – 2 | C. A. Osasuna     | Mendizorroza          | 18 de septiembre | 21:00 | 8 176  | Hernández Hernández    | 7  | 0 |
| R. C. D. Mallorca   | 0 – 0 | Villarreal C. F.  | Visit Mallorca Estadi | 19 de septiembre | 14:00 | 9 168  | Del Cerro Grande       | 5  | 0 |
| Real Sociedad       | 0 – 0 | Sevilla F. C.     | Reale Arena           | 19 de septiembre | 16:15 | 23 757 | Mateu Lahoz            | 5  | 0 |
| Real Betis          | 2 – 2 | R. C. D. Espanyol | Benito Villamarín     | 19 de septiembre | 18:30 | 30 189 | Soto Grado             | 8  | 1 |
| Valencia C. F.      | 1 – 2 | Real Madrid C. F. | Mestalla              | 19 de septiembre | 21:00 | 26 689 | González Fuertes       | 6  | 0 |
| F. C. Barcelona     | 1 – 1 | Granada C. F.     | Camp Nou              | 20 de septiembre | 21:00 | 27 097 | Jaime Latre            | 9  | 0 |

| Getafe C. F.      | 1 – 2 | Atlético de Madrid  | Coliseum Alfonso Pérez | 21 de septiembre | 19:30 | 8 950  | Cuadra Fernández | 9 | 1 |
| Athletic Club     | 1 – 2 | Rayo Vallecano      | San Mamés              | 21 de septiembre | 22:00 | 16 236 | Munuera Montero  | 6 | 0 |
| Levante U. D.     | 0 – 2 | R. C. Celta de Vigo | Ciutat de València     | 21 de septiembre | 22:00 | 11 989 | Figueroa Vázquez | 5 | 0 |
| R. C. D. Espanyol | 1 – 0 | Deportivo Alavés    | RCDE Stadium           | 22 de septiembre | 19:30 | 14 254 | Melero López     | 3 | 0 |
| Sevilla F. C.     | 3 – 1 | Valencia C. F.      | Ramón Sánchez-Pizjuán  | 22 de septiembre | 19:30 | 23 654 | Sánchez Martínez | 8 | 0 |
| Real Madrid C. F. | 6 – 1 | R. C. D. Mallorca   | Santiago Bernabéu      | 22 de septiembre | 22:00 | 20 113 | Alberola Rojas   | 3 | 0 |
| Villarreal C. F.  | 4 – 1 | Elche C. F.         | La Cerámica            | 22 de septiembre | 22:00 | 8 234  | Muñiz Ruiz       | 3 | 0 |
| Granada C. F.     | 2 – 3 | Real Sociedad       | Los Cármenes           | 23 de septiembre | 19:30 | 9 552  | Pizarro Gómez    | 6 | 0 |
| C. A. Osasuna     | 1 – 3 | Real Betis          | El Sadar               | 23 de septiembre | 19:30 | 13 758 | Martínez Munuera | 2 | 0 |
| Cádiz C. F.       | 0 – 0 | F. C. Barcelona     | Nuevo Mirandilla       | 23 de septiembre | 22:00 | 12 179 | Del Cerro Grande | 5 | 1 |

| Deportivo Alavés    | 1 – 0 | Atlético de Madrid | Mendizorroza          | 25 de septiembre | 14:00 | 9 836  | Mateu Lahoz            | 5 | 0 |
| Valencia C. F.      | 1 – 1 | Athletic Club      | Mestalla              | 25 de septiembre | 16:15 | 13 680 | Hernández Hernández    | 4 | 1 |
| Sevilla F. C.       | 2 – 0 | R. C. D. Espanyol  | Ramón Sánchez-Pizjuán | 25 de septiembre | 18:30 | 23 956 | González Fuertes       | 2 | 1 |
| Real Madrid C. F.   | 0 – 0 | Villarreal C. F.   | Santiago Bernabéu     | 25 de septiembre | 21:00 | 23 985 | Gil Manzano            | 3 | 0 |
| R. C. D. Mallorca   | 2 – 3 | C. A. Osasuna      | Visit Mallorca Estadi | 26 de septiembre | 14:00 | 9 359  | Ortiz Arias            | 5 | 0 |
| F. C. Barcelona     | 3 – 0 | Levante U. D.      | Camp Nou              | 26 de septiembre | 16:15 | 35 334 | Díaz de Mera Escuderos | 4 | 0 |
| Real Sociedad       | 1 – 0 | Elche C. F.        | Reale Arena           | 26 de septiembre | 18:30 | 23 941 | Cordero Vega           | 4 | 0 |
| Rayo Vallecano      | 3 – 1 | Cádiz C. F.        | Vallecas              | 26 de septiembre | 18:30 | 5 903  | De Burgos Bengoetxea   | 6 | 0 |
| Real Betis          | 2 – 0 | Getafe C. F.       | Benito Villamarín     | 26 de septiembre | 21:00 | 29 825 | Jaime Latre            | 4 | 0 |
| R. C. Celta de Vigo | 1 – 0 | Granada C. F.      | Abanca-Balaídos       | 27 de septiembre | 21:00 | 6 375  | Soto Grado             | 9 | 0 |

| Athletic Club      | 1 – 0 | Deportivo Alavés    | San Mamés              | 1 de octubre | 21:00 | 28 665 | Del Cerro Grande | 5 | 0 |
| C. A. Osasuna      | 1 – 0 | Rayo Vallecano      | El Sadar               | 2 de octubre | 14:00 | 19 238 | Melero López     | 6 | 0 |
| R. C. D. Mallorca  | 1 – 0 | Levante U. D.       | Visit Mallorca Estadi  | 2 de octubre | 16:15 | 11 803 | Muñiz Ruiz       | 7 | 0 |
| Cádiz C. F.        | 0 – 0 | Valencia C. F.      | Nuevo Mirandilla       | 2 de octubre | 18:30 | 14 794 | Pizarro Gómez    | 7 | 0 |
| Atlético de Madrid | 2 – 0 | F. C. Barcelona     | Wanda Metropolitano    | 2 de octubre | 21:00 | 60 594 | Soto Grado       | 3 | 0 |
| Elche C. F.        | 1 – 0 | R. C. Celta de Vigo | Martínez Valero        | 3 de octubre | 14:00 | 11 299 | Munuera Montero  | 7 | 0 |
| R. C. D. Espanyol  | 2 – 1 | Real Madrid C. F.   | RCDE Stadium           | 3 de octubre | 16:15 | 23 377 | Cuadra Fernández | 3 | 0 |
| Getafe C. F.       | 1 – 1 | Real Sociedad       | Coliseum Alfonso Pérez | 3 de octubre | 18:30 | 8 463  | Figueroa Vázquez | 6 | 0 |
| Villarreal C. F.   | 2 – 0 | Real Betis          | La Cerámica            | 3 de octubre | 18:30 | 16 719 | Sánchez Martínez | 6 | 0 |
| Granada C. F.      | 1 – 0 | Sevilla F. C.       | Los Cármenes           | 3 de octubre | 21:00 | 12 334 | Alberola Rojas   | 5 | 1 |

| Levante U. D.       | 0 – 0 | Getafe C. F.       | Ciutat de València | 16 de octubre   | 18:30 | 14 551 | Melero López           | 6 | 0 |
| Real Sociedad       | 1 – 0 | R. C. D. Mallorca  | Reale Arena        | 16 de octubre   | 21:00 | 30 831 | González Fuertes       | 4 | 1 |
| Rayo Vallecano      | 2 – 1 | Elche C. F.        | Vallecas           | 17 de octubre   | 14:00 | 6 989  | Jaime Latre            | 4 | 0 |
| R. C. Celta de Vigo | 0 – 1 | Sevilla F. C.      | Abanca-Balaídos    | 17 de octubre   | 16:15 | 10 774 | De Burgos Bengoetxea   | 5 | 0 |
| Villarreal C. F.    | 1 – 2 | C. A. Osasuna      | La Cerámica        | 17 de octubre   | 18:30 | 14 831 | Cordero Vega           | 6 | 0 |
| F. C. Barcelona     | 3 – 1 | Valencia C. F.     | Camp Nou           | 17 de octubre   | 21:00 | 47 317 | Gil Manzano            | 5 | 0 |
| Deportivo Alavés    | 0 – 1 | Real Betis         | Mendizorroza       | 18 de octubre   | 19:00 | 10 227 | Ortiz Arias            | 2 | 0 |
| R. C. D. Espanyol   | 2 – 0 | Cádiz C. F.        | RCDE Stadium       | 18 de octubre   | 21:00 | 15 678 | Mateu Lahoz            | 1 | 0 |
| Real Madrid C. F.   | 1 – 0 | Athletic Club      | Santiago Bernabéu  | 1 de diciembre  | 21:00 | 33 727 | Díaz de Mera Escuderos | 5 | 0 |
| Granada C. F.       | 2 – 1 | Atlético de Madrid | Los Cármenes       | 22 de diciembre | 19:00 | 13 034 | Hernández Hernández    | 5 | 0 |

| C. A. Osasuna      | 1 – 1 | Granada C. F.       | El Sadar               | 22 de octubre | 21:00 | 21 128 | Muñiz Ruiz           | 4 | 1 |
| Valencia C. F.     | 2 – 2 | R. C. D. Mallorca   | Mestalla               | 23 de octubre | 14:00 | 29 139 | Del Cerro Grande     | 7 | 2 |
| Cádiz C. F.        | 0 – 2 | Deportivo Alavés    | Nuevo Mirandilla       | 23 de octubre | 16:15 | 13 790 | Alberola Rojas       | 2 | 0 |
| Elche C. F.        | 2 – 2 | R. C. D. Espanyol   | Martínez Valero        | 23 de octubre | 18:30 | 15 542 | Figueroa Vázquez     | 4 | 0 |
| Athletic Club      | 2 – 1 | Villarreal C. F.    | San Mamés              | 23 de octubre | 21:00 | 45 432 | Cuadra Fernández     | 3 | 0 |
| Sevilla F. C.      | 5 – 3 | Levante U. D.       | Ramón Sánchez-Pizjuán  | 24 de octubre | 14:00 | 33 678 | Pizarro Gómez        | 3 | 0 |
| F. C. Barcelona    | 1 – 2 | Real Madrid C. F.   | Camp Nou               | 24 de octubre | 16:15 | 94 647 | Sánchez Martínez     | 2 | 0 |
| Real Betis         | 3 – 2 | Rayo Vallecano      | Benito Villamarín      | 24 de octubre | 18:30 | 45 362 | De Burgos Bengoetxea | 3 | 0 |
| Atlético de Madrid | 2 – 2 | Real Sociedad       | Wanda Metropolitano    | 24 de octubre | 21:00 | 50 032 | Munuera Montero      | 4 | 0 |
| Getafe C. F.       | 0 – 3 | R. C. Celta de Vigo | Coliseum Alfonso Pérez | 25 de octubre | 21:00 | 7 630  | Martínez Munuera     | 4 | 2 |

| Deportivo Alavés    | 1 – 0 | Elche C. F.        | Mendizorroza          | 26 de octubre | 19:00 | 6 541  | Gil Manzano            | 2  | 0 |
| R. C. D. Espanyol   | 1 – 1 | Athletic Club      | RCDE Stadium          | 26 de octubre | 21:00 | 16 196 | Ortiz Arias            | 3  | 1 |
| Villarreal C. F.    | 3 – 3 | Cádiz C. F.        | La Cerámica           | 26 de octubre | 21:30 | 10 098 | Hernández Hernández    | 9  | 0 |
| R. C. D. Mallorca   | 1 – 1 | Sevilla F. C.      | Visit Mallorca Estadi | 27 de octubre | 19:00 | 15 125 | Jaime Latre            | 10 | 1 |
| Rayo Vallecano      | 1 – 0 | F. C. Barcelona    | Vallecas              | 27 de octubre | 19:00 | 9 340  | Mateu Lahoz            | 4  | 0 |
| Real Betis          | 4 – 1 | Valencia C. F.     | Benito Villamarín     | 27 de octubre | 20:00 | 43 123 | Díaz de Mera Escuderos | 7  | 0 |
| Real Madrid C. F.   | 0 – 0 | C. A. Osasuna      | Santiago Bernabéu     | 27 de octubre | 21:30 | 35 691 | Soto Grado             | 2  | 0 |
| R. C. Celta de Vigo | 0 – 2 | Real Sociedad      | Abanca-Balaídos       | 28 de octubre | 19:00 | 5 569  | Melero López           | 1  | 0 |
| Granada C. F.       | 1 – 1 | Getafe C. F.       | Los Cármenes          | 28 de octubre | 20:00 | 13 651 | Cordero Vega           | 5  | 0 |
| Levante U. D.       | 2 – 2 | Atlético de Madrid | Ciutat de València    | 28 de octubre | 21:30 | 16 298 | González Fuertes       | 6  | 1 |

| Elche C. F.        | 1 – 2 | Real Madrid C. F.   | Martínez Valero        | 30 de octubre  | 14:00 | 26 342 | De Burgos Bengoetxea | 0  | 1 |
| Sevilla F. C.      | 2 – 0 | C. A. Osasuna       | Ramón Sánchez-Pizjuán  | 30 de octubre  | 16:15 | 22 690 | Del Cerro Grande     | 4  | 0 |
| Valencia C. F.     | 2 – 0 | Villarreal C. F.    | Mestalla               | 30 de octubre  | 18:30 | 35 785 | Munuera Montero      | 6  | 0 |
| F. C. Barcelona    | 1 – 1 | Deportivo Alavés    | Camp Nou               | 30 de octubre  | 21:00 | 48 876 | Figueroa Vázquez     | 2  | 0 |
| Cádiz C. F.        | 1 – 1 | R. C. D. Mallorca   | Nuevo Mirandilla       | 31 de octubre  | 14:00 | 11 457 | Pizarro Gómez        | 8  | 1 |
| Atlético de Madrid | 3 – 0 | Real Betis          | Wanda Metropolitano    | 31 de octubre  | 16:15 | 58 976 | Alberola Rojas       | 0  | 0 |
| Getafe C. F.       | 2 – 1 | R. C. D. Espanyol   | Coliseum Alfonso Pérez | 31 de octubre  | 18:30 | 6 665  | Muñiz Ruiz           | 11 | 0 |
| Real Sociedad      | 1 – 1 | Athletic Club       | Reale Arena            | 31 de octubre  | 21:00 | 38 721 | Martínez Munuera     | 5  | 1 |
| Rayo Vallecano     | 0 – 0 | R. C. Celta de Vigo | Vallecas               | 1 de noviembre | 18:30 | 9 580  | Cuadra Fernández     | 7  | 0 |
| Levante U. D.      | 0 – 3 | Granada C. F.       | Ciutat de València     | 1 de noviembre | 21:00 | 16 235 | Sánchez Martínez     | 6  | 0 |

| Athletic Club       | 0 – 1 | Cádiz C. F.        | San Mamés             | 5 de noviembre | 21:00 | 39 068 | Jaime Latre            | 4  | 0 |
| R. C. D. Espanyol   | 2 – 0 | Granada C. F.      | RCDE Stadium          | 6 de noviembre | 14:00 | 19 344 | Díaz de Mera Escuderos | 2  | 0 |
| R. C. Celta de Vigo | 3 – 3 | F. C. Barcelona    | Abanca-Balaídos       | 6 de noviembre | 16:15 | 15 765 | Hernández Hernández    | 10 | 0 |
| Deportivo Alavés    | 2 – 1 | Levante U. D.      | Mendizorroza          | 6 de noviembre | 18:30 | 12 176 | Cordero Vega           | 6  | 0 |
| Real Madrid C. F.   | 2 – 1 | Rayo Vallecano     | Santiago Bernabéu     | 6 de noviembre | 21:00 | 43 283 | González Fuertes       | 3  | 0 |
| Villarreal C. F.    | 1 – 0 | Getafe C. F.       | La Cerámica           | 7 de noviembre | 14:00 | 13 504 | Gil Manzano            | 3  | 0 |
| Valencia C. F.      | 3 – 3 | Atlético de Madrid | Mestalla              | 7 de noviembre | 16:15 | 37 472 | Soto Grado             | 4  | 0 |
| R. C. D. Mallorca   | 2 – 2 | Elche C. F.        | Visit Mallorca Estadi | 7 de noviembre | 18:30 | 12 933 | Melero López           | 5  | 0 |
| C. A. Osasuna       | 0 – 2 | Real Sociedad      | El Sadar              | 7 de noviembre | 18:30 | 21 741 | Ortiz Arias            | 2  | 0 |
| Real Betis          | 0 – 2 | Sevilla F. C.      | Benito Villamarín     | 7 de noviembre | 21:00 | 50 534 | Mateu Lahoz            | 5  | 0 |

| Levante U. D.       | 0 – 0 | Athletic Club     | Ciutat de València     | 19 de noviembre | 21:00 | 15.230 | Munuera Montero      | 3  | 0 |
| R. C. Celta de Vigo | 1 – 1 | Villarreal C. F.  | Abanca-Balaídos        | 20 de noviembre | 14:00 | 10.086 | Alberola Rojas       | 2  | 0 |
| Sevilla F. C.       | 2 – 2 | Deportivo Alavés  | Ramón Sánchez-Pizjuán  | 20 de noviembre | 16:15 | 25.208 | Muñiz Ruiz           | 8  | 0 |
| Atlético de Madrid  | 1 – 0 | C. A. Osasuna     | Wanda Metropolitano    | 20 de noviembre | 18:30 | 53.261 | Sánchez Martínez     | 4  | 0 |
| F. C. Barcelona     | 1 – 0 | R. C. D. Espanyol | Camp Nou               | 20 de noviembre | 21:00 | 77.342 | Del Cerro Grande     | 6  | 0 |
| Getafe C. F.        | 4 – 0 | Cádiz C. F.       | Coliseum Alfonso Pérez | 21 de noviembre | 14:00 | 8.825  | De Burgos Bengoetxea | 6  | 0 |
| Granada C. F.       | 1 – 4 | Real Madrid C. F. | Los Cármenes           | 21 de noviembre | 16:15 | 17.460 | Martínez Munuera     | 2  | 1 |
| Elche C. F.         | 0 – 3 | Real Betis        | Martínez Valero        | 21 de noviembre | 18:30 | 16.127 | Pizarro Gómez        | 3  | 1 |
| Real Sociedad       | 0 – 0 | Valencia C. F.    | Reale Arena            | 21 de noviembre | 21:00 | 28.635 | Melero López         | 10 | 1 |
| Rayo Vallecano      | 3 – 1 | R. C. D. Mallorca | Vallecas               | 22 de noviembre | 21:00 | 6.708  | Figueroa Vázquez     | 5  | 0 |

| Athletic Club     | 2 – 2 | Granada C. F.       | San Mamés             | 26 de noviembre | 21:00 | 32.651 | Cordero Vega           | 3  | 1 |
| Deportivo Alavés  | 1 – 2 | R. C. Celta de Vigo | Mendizorroza          | 27 de noviembre | 14:00 | 10.093 | González Fuertes       | 5  | 0 |
| Valencia C. F.    | 1 – 1 | Rayo Vallecano      | Mestalla              | 27 de noviembre | 16:15 | 30.030 | Hernández Hernández    | 11 | 0 |
| R. C. D. Mallorca | 0 – 0 | Getafe C. F.        | Visit Mallorca Estadi | 27 de noviembre | 18:30 | 8.635  | Jaime Latre            | 3  | 0 |
| Villarreal C. F.  | 1 – 3 | F. C. Barcelona     | La Cerámica           | 27 de noviembre | 21:00 | 20.326 | Soto Grado             | 4  | 0 |
| Real Betis        | 3 – 1 | Levante U. D.       | Benito Villamarín     | 28 de noviembre | 14:00 | 45.012 | Ortiz Arias            | 5  | 0 |
| R. C. D. Espanyol | 1 – 0 | Real Sociedad       | RCDE Stadium          | 28 de noviembre | 16:15 | 19.935 | Mateu Lahoz            | 2  | 0 |
| Cádiz C. F.       | 1 – 4 | Atlético de Madrid  | Nuevo Mirandilla      | 28 de noviembre | 18:30 | 16.861 | Gil Manzano            | 2  | 0 |
| Real Madrid C. F. | 2 – 1 | Sevilla F. C.       | Santiago Bernabéu     | 28 de noviembre | 21:00 | 45 281 | Sánchez Martínez       | 6  | 0 |
| C. A. Osasuna     | 1 – 1 | Elche C. F.         | El Sadar              | 29 de noviembre | 21:00 | 16 485 | Díaz de Mera Escuderos | 4  | 0 |

| Granada C. F.       | 2 – 1 | Deportivo Alavés  | Los Cármenes           | 3 de diciembre | 21:00 | 13 511 | Alberola Rojas       | 4  | 0 |
| Sevilla F. C.       | 1 – 0 | Villarreal C. F.  | Ramón Sánchez-Pizjuán  | 4 de diciembre | 14:00 | 30 865 | Del Cerro Grande     | 4  | 0 |
| F. C. Barcelona     | 0 – 1 | Real Betis        | Camp Nou               | 4 de diciembre | 16:15 | 66 786 | González Fuertes     | 3  | 0 |
| Atlético de Madrid  | 1 – 2 | R. C. D. Mallorca | Wanda Metropolitano    | 4 de diciembre | 18:30 | 51 009 | Martínez Munuera     | 7  | 0 |
| Real Sociedad       | 0 – 2 | Real Madrid C. F. | Reale Arena            | 4 de diciembre | 21:00 | 35 765 | Gil Manzano          | 2  | 0 |
| Rayo Vallecano      | 1 – 0 | R. C. D. Espanyol | Vallecas               | 5 de diciembre | 14:00 | 8 679  | Munuera Montero      | 6  | 1 |
| Elche C. F.         | 3 – 1 | Cádiz C. F.       | Martínez Valero        | 5 de diciembre | 16:15 | 11 879 | Muñiz Ruiz           | 10 | 0 |
| Levante U. D.       | 0 – 0 | C. A. Osasuna     | Ciutat de València     | 5 de diciembre | 18:30 | 15 361 | Pizarro Gómez        | 4  | 0 |
| R. C. Celta de Vigo | 1 – 2 | Valencia C. F.    | Abanca-Balaídos        | 5 de diciembre | 21:00 | 11 361 | De Burgos Bengoetxea | 5  | 0 |
| Getafe C. F.        | 0 – 0 | Athletic Club     | Coliseum Alfonso Pérez | 6 de diciembre | 21:00 | 9 176  | Figueroa Vázquez     | 3  | 0 |

| R. C. D. Mallorca | 0 – 0 | R. C. Celta de Vigo | Visit Mallorca Estadi | 10 de diciembre | 21:00 | 10 655 | Díaz de Mera Escuderos | 5 | 0 |
| R. C. D. Espanyol | 4 – 3 | Levante U. D.       | RCDE Stadium          | 11 de diciembre | 14:00 | 15 193 | Cordero Vega           | 8 | 1 |
| Deportivo Alavés  | 1 – 1 | Getafe C. F.        | Mendizorroza          | 11 de diciembre | 16:15 | 10 065 | Soto Grado             | 6 | 1 |
| Valencia C. F.    | 2 – 1 | Elche C. F.         | Mestalla              | 11 de diciembre | 18:30 | 31 667 | Jaime Latre            | 3 | 0 |
| Athletic Club     | 0 – 1 | Sevilla F. C.       | San Mamés             | 11 de diciembre | 21:00 | 36 737 | Hernández Hernández    | 7 | 0 |
| Villarreal C. F.  | 2 – 0 | Rayo Vallecano      | La Cerámica           | 12 de diciembre | 14:00 | 13 133 | Melero López           | 4 | 0 |
| C. A. Osasuna     | 2 – 2 | F. C. Barcelona     | El Sadar              | 12 de diciembre | 16:15 | 21 427 | Martínez Munuera       | 9 | 0 |
| Real Betis        | 4 – 0 | Real Sociedad       | Benito Villamarín     | 12 de diciembre | 18:30 | 52 158 | Sánchez Martínez       | 4 | 0 |
| Real Madrid C. F. | 2 – 0 | Atlético de Madrid  | Santiago Bernabéu     | 12 de diciembre | 21:00 | 51 024 | Mateu Lahoz            | 5 | 0 |
| Cádiz C. F.       | 1 – 1 | Granada C. F.       | Nuevo Mirandilla      | 13 de diciembre | 21:00 | 13 052 | Ortiz Arias            | 3 | 1 |

| R. C. Celta de Vigo | 3 – 1 | R. C. D. Espanyol  | Abanca-Balaídos        | 17 de diciembre | 21:00 | 9 526  | Pizarro Gómez        | 3 | 0 |
| Rayo Vallecano      | 2 – 0 | Deportivo Alavés   | Vallecas               | 18 de diciembre | 14:00 | 7 911  | Martínez Munuera     | 3 | 0 |
| Real Sociedad       | 1 – 3 | Villarreal C. F.   | Reale Arena            | 18 de diciembre | 16:15 | 29 679 | Figueroa Vázquez     | 5 | 1 |
| F. C. Barcelona     | 3 – 2 | Elche C. F.        | Camp Nou               | 18 de diciembre | 18:30 | 53 879 | Alberola Rojas       | 4 | 0 |
| Sevilla F. C.       | 2 – 1 | Atlético de Madrid | Ramón Sánchez-Pizjuán  | 18 de diciembre | 21:00 | 33 241 | De Burgos Bengoetxea | 4 | 0 |
| Granada C. F.       | 4 – 1 | R. C. D. Mallorca  | Los Cármenes           | 19 de diciembre | 14:00 | 13 014 | Muñiz Ruiz           | 5 | 0 |
| Athletic Club       | 3 – 2 | Real Betis         | San Mamés              | 19 de diciembre | 16:15 | 38 002 | Gil Manzano          | 4 | 0 |
| Getafe C. F.        | 1 – 0 | C. A. Osasuna      | Coliseum Alfonso Pérez | 19 de diciembre | 18:30 | 8 126  | Munuera Montero      | 4 | 0 |
| Real Madrid C. F.   | 0 – 0 | Cádiz C. F.        | Santiago Bernabéu      | 19 de diciembre | 21:00 | 38 818 | Jaime Latre          | 2 | 0 |
| Levante U. D.       | 3 – 4 | Valencia C. F.     | Ciutat de València     | 20 de diciembre | 21:00 | 18 851 | González Fuertes     | 7 | 0 |

| Valencia C. F.     | 1 – 2 | R. C. D. Espanyol   | Mestalla               | 31 de diciembre | 16:15 | 29 566 | Sánchez Martínez    | 8 | 1 |
| Getafe C. F.       | 1 – 0 | Real Madrid C. F.   | Coliseum Alfonso Pérez | 2 de enero      | 14:00 | 11 890 | Melero López        | 5 | 0 |
| Atlético de Madrid | 2 – 0 | Rayo Vallecano      | Wanda Metropolitano    | 2 de enero      | 16:15 | 43 029 | Figueroa Vázquez    | 3 | 0 |
| Elche C. F.        | 0 – 0 | Granada C. F.       | Martínez Valero        | 2 de enero      | 16:15 | 12 160 | Cordero Vega        | 6 | 1 |
| Deportivo Alavés   | 1 – 1 | Real Sociedad       | Mendizorroza           | 2 de enero      | 18:30 | 13 498 | Del Cerro Grande    | 6 | 0 |
| Real Betis         | 0 – 2 | R. C. Celta de Vigo | Benito Villamarín      | 2 de enero      | 18:30 | 41 656 | Soto Grado          | 3 | 0 |
| R. C. D. Mallorca  | 0 – 1 | F. C. Barcelona     | Visit Mallorca Estadi  | 2 de enero      | 21:00 | 14 654 | Mateu Lahoz         | 7 | 0 |
| Villarreal C. F.   | 5 – 0 | Levante U. D.       | La Cerámica            | 3 de enero      | 19:00 | 13 462 | Hernández Hernández | 5 | 0 |
| C. A. Osasuna      | 1 – 3 | Athletic Club       | El Sadar               | 3 de enero      | 21:00 | 16 206 | Ortiz Arias         | 5 | 1 |
| Cádiz C. F.        | 0 – 1 | Sevilla F. C.       | Nuevo Mirandilla       | 3 de enero      | 21:15 | 14 342 | Cuadra Fernández    | 1 | 0 |

| Levante U. D.     | 2 – 0 | R. C. D. Mallorca   | Ciutat de València    | 8 de enero  | 14:00 | 13 330 | Figueroa Vázquez     | 4  | 1 |
| Real Sociedad     | 1 – 0 | R. C. Celta de Vigo | Reale Arena           | 8 de enero  | 16:15 | 27 938 | Cuadra Fernández     | 6  | 0 |
| Granada C. F.     | 1 – 1 | F. C. Barcelona     | Los Cármenes          | 8 de enero  | 18:30 | 14 442 | González Fuertes     | 4  | 1 |
| Real Madrid C. F. | 4 – 1 | Valencia C. F.      | Santiago Bernabéu     | 8 de enero  | 21:00 | 40 617 | Hernández Hernández  | 6  | 0 |
| Rayo Vallecano    | 1 – 1 | Real Betis          | Vallecas              | 9 de enero  | 14:00 | 8 395  | Muñiz Ruiz           | 4  | 1 |
| Sevilla F. C.     | 1 – 0 | Getafe C. F.        | Ramón Sánchez-Pizjuán | 9 de enero  | 16:15 | 30 801 | Martínez Munuera     | 4  | 0 |
| Deportivo Alavés  | 0 – 0 | Athletic Club       | Mendizorroza          | 9 de enero  | 18:30 | 14 103 | Jaime Latre          | 2  | 0 |
| C. A. Osasuna     | 2 – 0 | Cádiz C. F.         | El Sadar              | 9 de enero  | 18:30 | 16 292 | De Burgos Bengoetxea | 4  | 0 |
| Villarreal C. F.  | 2 – 2 | Atlético de Madrid  | La Cerámica           | 9 de enero  | 21:00 | 14 127 | Alberola Rojas       | 0  | 1 |
| R. C. D. Espanyol | 1 – 2 | Elche C. F.         | RCDE Stadium          | 10 de enero | 21:00 | 11 870 | Gil Manzano          | 10 | 0 |

| Athletic Club       | 1 – 2 | Real Madrid C. F. | San Mamés              | 22 de diciembre | 21:30 | 42 722 | Soto Grado             | 4  | 0 |
| Elche C. F.         | 1 – 0 | Villarreal C. F.  | Martínez Valero        | 16 de enero     | 14:00 | 12 433 | Pizarro Gómez          | 7  | 0 |
| Real Betis          | 4 – 0 | Deportivo Alavés  | Benito Villamarín      | 18 de enero     | 20:00 | 38 735 | Sánchez Martínez       | 2  | 0 |
| Cádiz C. F.         | 2 – 2 | R. C. D. Espanyol | Nuevo Mirandilla       | 18 de enero     | 21:30 | 10 755 | Muñiz Ruiz             | 5  | 0 |
| R. C. Celta de Vigo | 2 – 0 | C. A. Osasuna     | Abanca-Balaídos        | 19 de enero     | 19:00 | 8 837  | Cordero Vega           | 2  | 0 |
| Valencia C. F.      | 1 – 1 | Sevilla F. C.     | Mestalla               | 19 de enero     | 21:30 | 26 049 | Soto Grado             | 4  | 1 |
| Getafe C. F.        | 4 – 2 | Granada C. F.     | Coliseum Alfonso Pérez | 20 de enero     | 19:00 | 7 634  | Díaz de Mera Escuderos | 7  | 0 |
| Atlético de Madrid  | 0 – 1 | Levante U. D.     | Wanda Metropolitano    | 16 de febrero   | 19:00 | 43 456 | Munuera Montero        | 6  | 0 |
| R. C. D. Mallorca   | 0 – 2 | Real Sociedad     | Visit Mallorca Estadi  | 2 de marzo      | 21:00 | 11 550 | Melero López           | 2  | 0 |
| F. C. Barcelona     | 0 – 1 | Rayo Vallecano    | Camp Nou               | 24 de abril     | 21:00 | 57 023 | Díaz de Mera Escuderos | 10 | 0 |

| R. C. D. Espanyol  | 1 – 4 | Real Betis          | RCDE Stadium          | 21 de enero | 21:00 | 17 637 | Alberola Rojas         | 5  | 1 |
| Levante U. D.      | 0 – 2 | Cádiz C. F.         | Ciutat de València    | 22 de enero | 14:00 | 14 063 | Soto Grado             | 10 | 0 |
| Villarreal C. F.   | 3 – 0 | R. C. D. Mallorca   | La Cerámica           | 22 de enero | 16:15 | 13 207 | Ortiz Arias            | 1  | 1 |
| Sevilla F. C.      | 2 – 2 | R. C. Celta de Vigo | Ramón Sánchez-Pizjuán | 22 de enero | 18:30 | 30 059 | Sánchez Martínez       | 5  | 0 |
| Atlético de Madrid | 3 – 2 | Valencia C. F.      | Wanda Metropolitano   | 22 de enero | 21:00 | 44 999 | Díaz de Mera Escuderos | 12 | 0 |
| Granada C. F.      | 0 – 2 | C. A. Osasuna       | Los Cármenes          | 23 de enero | 14:00 | 12 471 | Jaime Latre            | 2  | 0 |
| Real Madrid C. F.  | 2 – 2 | Elche C. F.         | Santiago Bernabéu     | 23 de enero | 16:15 | 39 796 | De Burgos Bengoetxea   | 4  | 0 |
| Real Sociedad      | 0 – 0 | Getafe C. F.        | Reale Arena           | 23 de enero | 18:30 | 27 638 | Munuera Montero        | 2  | 0 |
| Rayo Vallecano     | 0 – 1 | Athletic Club       | Vallecas              | 23 de enero | 18:30 | 9 034  | Cordero Vega           | 7  | 0 |
| Deportivo Alavés   | 0 – 1 | F. C. Barcelona     | Mendizorroza          | 23 de enero | 21:00 | 14 056 | Figueroa Vázquez       | 0  | 0 |

| Getafe C. F.        | 3 – 0 | Levante U. D.      | Coliseum Alfonso Pérez | 4 de febrero | 21:00 | 8 475  | Muñiz Ruiz       | 7 | 0 |
| Elche C. F.         | 3 – 1 | Deportivo Alavés   | Martínez Valero        | 5 de febrero | 14:00 | 12 923 | Melero López     | 2 | 0 |
| R. C. D. Mallorca   | 2 – 1 | Cádiz C. F.        | Visit Mallorca Estadi  | 5 de febrero | 16:15 | 13 226 | Del Cerro Grande | 6 | 0 |
| R. C. Celta de Vigo | 2 – 0 | Rayo Vallecano     | Abanca-Balaídos        | 5 de febrero | 18:30 | 12 546 | Munuera Montero  | 2 | 0 |
| C. A. Osasuna       | 0 – 0 | Sevilla F. C.      | El Sadar               | 5 de febrero | 21:00 | 17 635 | Pizarro Gómez    | 2 | 0 |
| Valencia C. F.      | 0 – 0 | Real Sociedad      | Mestalla               | 6 de febrero | 14:00 | 31 351 | Sánchez Martínez | 6 | 0 |
| F. C. Barcelona     | 4 – 2 | Atlético de Madrid | Camp Nou               | 6 de febrero | 16:15 | 79 664 | Gil Manzano      | 4 | 1 |
| Real Betis          | 0 – 2 | Villarreal C. F.   | Benito Villamarín      | 6 de febrero | 18:30 | 44 870 | González Fuertes | 5 | 0 |
| Real Madrid C. F.   | 1 – 0 | Granada C. F.      | Santiago Bernabéu      | 6 de febrero | 21:00 | 36 665 | Mateu Lahoz      | 3 | 0 |
| Athletic Club       | 2 – 1 | R. C. D. Espanyol  | San Mamés              | 7 de febrero | 21:00 | 30 753 | Soto Grado       | 6 | 0 |

| Sevilla F. C.      | 2 – 0 | Elche C. F.         | Ramón Sánchez-Pizjuán | 11 de febrero | 21:00 | 33 411 | Ortiz Arias            | 6  | 0 |
| Cádiz C. F.        | 0 – 0 | R. C. Celta de Vigo | Nuevo Mirandilla      | 12 de febrero | 14:00 | 15 635 | Mateu Lahoz            | 5  | 0 |
| Villarreal C. F.   | 0 – 0 | Real Madrid C. F.   | La Cerámica           | 12 de febrero | 16:15 | 17 894 | Sánchez Martínez       | 6  | 0 |
| Rayo Vallecano     | 0 – 3 | C. A. Osasuna       | Vallecas              | 12 de febrero | 18:30 | 8 596  | Figueroa Vázquez       | 3  | 0 |
| Atlético de Madrid | 4 – 3 | Getafe C. F.        | Wanda Metropolitano   | 12 de febrero | 21:00 | 49 375 | De Burgos Bengoetxea   | 8  | 1 |
| Deportivo Alavés   | 2 – 1 | Valencia C. F.      | Mendizorroza          | 13 de febrero | 14:00 | 12 845 | Cordero Vega           | 7  | 0 |
| Levante U. D.      | 2 – 4 | Real Betis          | Ciutat de València    | 13 de febrero | 16:15 | 16 103 | Jaime Latre            | 3  | 1 |
| Real Sociedad      | 2 – 0 | Granada C. F.       | Reale Arena           | 13 de febrero | 18:30 | 29 847 | Alberola Rojas         | 2  | 0 |
| R. C. D. Espanyol  | 2 – 2 | F. C. Barcelona     | RCDE Stadium          | 13 de febrero | 21:00 | 25 049 | Hernández Hernández    | 5  | 3 |
| R. C. D. Mallorca  | 3 – 2 | Athletic Club       | Visit Mallorca Estadi | 14 de febrero | 21:00 | 12 904 | Díaz de Mera Escuderos | 10 | 0 |

| Elche C. F.         | 2 – 1 | Rayo Vallecano     | Martínez Valero   | 18 de febrero | 21:00 | 14 742 | Muñiz Ruiz       | 6 | 0 |
| Granada C. F.       | 1 – 4 | Villarreal C. F.   | Los Cármenes      | 19 de febrero | 14:00 | 13 389 | Gil Manzano      | 9 | 0 |
| C. A. Osasuna       | 0 – 3 | Atlético de Madrid | El Sadar          | 19 de febrero | 16:15 | 20 040 | Melero López     | 3 | 0 |
| Cádiz C. F.         | 1 – 1 | Getafe C. F.       | Nuevo Mirandilla  | 19 de febrero | 18:30 | 15 948 | Alberola Rojas   | 7 | 0 |
| Real Madrid C. F.   | 3 – 0 | Deportivo Alavés   | Santiago Bernabéu | 19 de febrero | 21:00 | 42 180 | Munuera Montero  | 2 | 0 |
| R. C. D. Espanyol   | 1 – 1 | Sevilla F. C.      | RCDE Stadium      | 20 de febrero | 14:00 | 24 897 | González Fuertes | 8 | 1 |
| Valencia C. F.      | 1 – 4 | F. C. Barcelona    | Mestalla          | 20 de febrero | 16:15 | 38 315 | Del Cerro Grande | 7 | 0 |
| Real Betis          | 2 – 1 | R. C. D. Mallorca  | Benito Villamarín | 20 de febrero | 18:30 | 48 652 | Soto Grado       | 5 | 0 |
| Athletic Club       | 4 – 0 | Real Sociedad      | San Mamés         | 20 de febrero | 21:00 | 40 698 | Martínez Munuera | 5 | 0 |
| R. C. Celta de Vigo | 1 – 1 | Levante U. D.      | Abanca-Balaídos   | 21 de febrero | 21:00 | 9 776  | Pizarro Gómez    | 8 | 0 |

| Levante U. D.      | 3 – 0 | Elche C. F.         | Ciutat de València     | 25 de febrero | 21:00 | 14 237 | González Fuertes       | 3 | 1 |
| R. C. D. Mallorca  | 0 – 1 | Valencia C. F.      | Visit Mallorca Estadi  | 26 de febrero | 14:00 | 14 417 | Figueroa Vázquez       | 8 | 1 |
| Getafe C. F.       | 2 – 2 | Deportivo Alavés    | Coliseum Alfonso Pérez | 26 de febrero | 16:15 | 7 720  | Jaime Latre            | 6 | 1 |
| Rayo Vallecano     | 0 – 1 | Real Madrid C. F.   | Vallecas               | 26 de febrero | 18:30 | 9 952  | Díaz de Mera Escuderos | 8 | 0 |
| Atlético de Madrid | 2 – 0 | R. C. Celta de Vigo | Wanda Metropolitano    | 26 de febrero | 21:00 | 48 009 | Hernández Hernández    | 7 | 0 |
| Villarreal C. F.   | 5 – 1 | R. C. D. Espanyol   | La Cerámica            | 27 de febrero | 14:00 | 15 600 | De Burgos Bengoetxea   | 3 | 0 |
| Sevilla F. C.      | 2 – 1 | Real Betis          | Ramón Sánchez-Pizjuán  | 27 de febrero | 16:15 | 37 250 | Del Cerro Grande       | 9 | 0 |
| Real Sociedad      | 1 – 0 | C. A. Osasuna       | Reale Arena            | 27 de febrero | 18:30 | 7 457  | Mateu Lahoz            | 5 | 0 |
| F. C. Barcelona    | 4 – 0 | Athletic Club       | Camp Nou               | 27 de febrero | 21:00 | 69 770 | Cuadra Fernández       | 3 | 0 |
| Granada C. F.      | 0 – 0 | Cádiz C. F.         | Los Cármenes           | 28 de febrero | 21:00 | 14 785 | Sánchez Martínez       | 6 | 1 |

| Deportivo Alavés    | 0 – 0 | Sevilla F. C.      | Mendizorroza      | 4 de marzo | 21:00 | 13 121 | Alberola Rojas   | 4  | 0 |
| C. A. Osasuna       | 1 – 0 | Villarreal C. F.   | El Sadar          | 5 de marzo | 14:00 | 18 659 | Munuera Montero  | 1  | 0 |
| R. C. D. Espanyol   | 2 – 0 | Getafe C. F.       | RCDE Stadium      | 5 de marzo | 16:15 | 18 519 | Cordero Vega     | 11 | 0 |
| Valencia C. F.      | 3 – 1 | Granada C. F.      | Mestalla          | 5 de marzo | 18:30 | 31 227 | Pizarro Gómez    | 6  | 0 |
| Real Madrid C. F.   | 4 – 1 | Real Sociedad      | Santiago Bernabéu | 5 de marzo | 21:00 | 52 410 | Gil Manzano      | 2  | 0 |
| Cádiz C. F.         | 2 – 0 | Rayo Vallecano     | Nuevo Mirandilla  | 6 de marzo | 14:00 | 15 677 | Soto Grado       | 8  | 0 |
| Elche C. F.         | 1 – 2 | F. C. Barcelona    | Martínez Valero   | 6 de marzo | 16:15 | 30 146 | Melero López     | 8  | 1 |
| R. C. Celta de Vigo | 4 – 3 | R. C. D. Mallorca  | Abanca-Balaídos   | 6 de marzo | 18:30 | 11 320 | Ortiz Arias      | 7  | 2 |
| Real Betis          | 1 – 3 | Atlético de Madrid | Benito Villamarín | 6 de marzo | 21:00 | 44 383 | Cuadra Fernández | 8  | 0 |
| Athletic Club       | 3 – 1 | Levante U. D.      | San Mamés         | 7 de marzo | 21:00 | 29 485 | Muñiz Ruiz       | 3  | 0 |

| Atlético de Madrid | 2 – 1 | Cádiz C. F.         | Wanda Metropolitano    | 11 de marzo | 21:00 | 50 573 | González Fuertes       | 5  | 1 |
| Levante U. D.      | 1 – 1 | R. C. D. Espanyol   | RCDE Stadium           | 12 de marzo | 14:00 | 13 407 | Díaz de Mera Escuderos | 8  | 0 |
| Granada C. F.      | 0 – 1 | Elche C. F.         | Los Cármenes           | 12 de marzo | 16:15 | 15 345 | Del Cerro Grande       | 9  | 0 |
| Villarreal C. F.   | 1 – 0 | R. C. Celta de Vigo | La Cerámica            | 12 de marzo | 18:30 | 14 929 | Jaime Latre            | 3  | 0 |
| Getafe C. F.       | 0 – 0 | Valencia C. F.      | Coliseum Alfonso Pérez | 12 de marzo | 21:00 | 10 349 | Cuadra Fernández       | 11 | 0 |
| Rayo Vallecano     | 1 – 1 | Sevilla F. C.       | Vallecas               | 13 de marzo | 14:00 | 9 073  | Martínez Munuera       | 1  | 0 |
| Real Betis         | 1 – 0 | Athletic Club       | Benito Villamarín      | 13 de marzo | 16:15 | 45 876 | Mateu Lahoz            | 9  | 0 |
| Real Sociedad      | 1 – 0 | Deportivo Alavés    | Reale Arena            | 13 de marzo | 18:30 | 31 573 | Figueroa Vázquez       | 2  | 0 |
| F. C. Barcelona    | 4 – 0 | C. A. Osasuna       | Camp Nou               | 13 de marzo | 21:00 | 54 507 | De Burgos Bengoetxea   | 4  | 0 |
| R. C. D. Mallorca  | 0 – 3 | Real Madrid C. F.   | Visit Mallorca Estadi  | 14 de marzo | 21:00 | 17 191 | Sánchez Martínez       | 0  | 0 |

| Athletic Club       | 1 – 1 | Getafe C. F.       | San Mamés             | 18 de marzo | 21:00 | 39 458 | Gil Manzano          | 9  | 2 |
| Deportivo Alavés    | 2 – 3 | Granada C. F.      | Mendizorroza          | 19 de marzo | 14:00 | 16 209 | Cuadra Fernández     | 10 | 1 |
| Elche C. F.         | 0 – 1 | Valencia C. F.     | Martínez Valero       | 19 de marzo | 16:15 | 23 234 | Ortiz Arias          | 6  | 1 |
| C. A. Osasuna       | 3 – 1 | Levante U. D.      | El Sadar              | 19 de marzo | 18:30 | 16 429 | Alberola Rojas       | 1  | 0 |
| Rayo Vallecano      | 0 – 1 | Atlético de Madrid | Vallecas              | 19 de marzo | 21:00 | 10 349 | Munuera Montero      | 8  | 1 |
| R. C. D. Espanyol   | 1 – 0 | R. C. D. Mallorca  | RCDE Stadium          | 20 de marzo | 14:00 | 23 198 | Muñiz Ruiz           | 6  | 0 |
| R. C. Celta de Vigo | 0 – 0 | Real Betis         | Abanca-Balaídos       | 20 de marzo | 16:15 | 17 321 | De Burgos Bengoetxea | 3  | 0 |
| Cádiz C. F.         | 1 – 0 | Villarreal C. F.   | Nuevo Mirandilla      | 20 de marzo | 16:15 | 18 765 | Hernández Hernández  | 6  | 0 |
| Sevilla F. C.       | 0 – 0 | Real Sociedad      | Ramón Sánchez-Pizjuán | 20 de marzo | 18:30 | 21 569 | Soto Grado           | 3  | 0 |
| Real Madrid C. F.   | 0 – 4 | F. C. Barcelona    | Santiago Bernabéu     | 20 de marzo | 21:00 | 62 407 | Munuera Montero      | 8  | 0 |

| Getafe C. F.        | 1 – 0 | R. C. D. Mallorca | Coliseum Alfonso Pérez | 2 de abril | 14:00 | 9 946  | Mateu Lahoz            | 9 | 1 |
| Levante U. D.       | 2 – 0 | Villarreal C. F.  | Ciutat de València     | 2 de abril | 16:15 | 19 870 | Cordero Vega           | 6 | 0 |
| R. C. Celta de Vigo | 1 – 2 | Real Madrid C. F. | Abanca-Balaídos        | 2 de abril | 18:30 | 18 987 | González Fuertes       | 3 | 0 |
| Atlético de Madrid  | 4 – 1 | Deportivo Alavés  | Wanda Metropolitano    | 2 de abril | 21:00 | 56 213 | Melero López           | 1 | 0 |
| Athletic Club       | 2 – 1 | Elche C. F.       | San Mamés              | 3 de abril | 14:00 | 32 679 | Figueroa Vázquez       | 6 | 0 |
| Real Betis          | 4 – 1 | C. A. Osasuna     | Benito Villamarín      | 3 de abril | 16:15 | 46 789 | Pizarro Gómez          | 4 | 0 |
| Granada C. F.       | 2 – 2 | Rayo Vallecano    | Los Cármenes           | 3 de abril | 18:30 | 13 121 | Hernández Hernández    | 8 | 1 |
| Valencia C. F.      | 0 – 0 | Cádiz C. F.       | Mestalla               | 3 de abril | 18:30 | 32 949 | Díaz de Mera Escuderos | 7 | 1 |
| F. C. Barcelona     | 1 – 0 | Sevilla F. C.     | Camp Nou               | 3 de abril | 21:00 | 83 457 | Sánchez Martínez       | 6 | 0 |
| Real Sociedad       | 1 – 0 | R. C. D. Espanyol | Reale Arena            | 4 de abril | 21:00 | 20 869 | Jaime Latre            | 6 | 0 |

| Sevilla F. C.     | 4 – 2 | Granada C. F.       | Ramón Sánchez-Pizjuán | 8 de abril  | 21:00 | 33 504 | Ortiz Arias          | 5 | 0 |
| Cádiz C. F.       | 1 – 2 | Real Betis          | Nuevo Mirandilla      | 9 de abril  | 14:00 | 18 063 | Gil Manzano          | 3 | 0 |
| R. C. D. Mallorca | 1 – 0 | Atlético de Madrid  | Visit Mallorca Estadi | 9 de abril  | 16:15 | 15 437 | Martínez Munuera     | 5 | 0 |
| Villarreal C. F.  | 1 – 1 | Athletic Club       | La Cerámica           | 9 de abril  | 18:30 | 16 603 | Del Cerro Grande     | 5 | 0 |
| Real Madrid C. F. | 2 – 0 | Getafe C. F.        | Santiago Bernabéu     | 9 de abril  | 21:00 | 50 740 | Soto Grado           | 4 | 0 |
| C. A. Osasuna     | 1 – 0 | Deportivo Alavés    | El Sadar              | 10 de abril | 14:00 | 19 220 | Muñiz Ruiz           | 4 | 0 |
| R. C. D. Espanyol | 1 – 0 | R. C. Celta de Vigo | RCDE Stadium          | 10 de abril | 16:15 | 18 471 | Alberola Rojas       | 5 | 0 |
| Elche C. F.       | 1 – 2 | Real Sociedad       | Martínez Valero       | 10 de abril | 18:30 | 17 011 | Cuadra Fernández     | 6 | 0 |
| Levante U. D.     | 2 – 3 | F. C. Barcelona     | Ciutat de València    | 10 de abril | 21:00 | 20 785 | Munuera Montero      | 2 | 0 |
| Rayo Vallecano    | 1 – 1 | Valencia C. F.      | Vallecas              | 11 de abril | 21:00 | 9 302  | De Burgos Bengoetxea | 7 | 0 |

| Real Sociedad      | 0 – 0 | Real Betis          | Reale Arena            | 15 de abril | 21:00 | 28 893 | Díaz de Mera Escuderos | 7 | 1 |
| Elche C. F.        | 3 – 0 | R. C. D. Mallorca   | Martínez Valero        | 16 de abril | 14:00 | 20 257 | Sánchez Martínez       | 5 | 0 |
| Deportivo Alavés   | 1 – 0 | Rayo Vallecano      | Mendizorroza           | 16 de abril | 16:15 | 10 165 | Martínez Munuera       | 5 | 1 |
| Valencia C. F.     | 1 – 2 | C. A. Osasuna       | Mestalla               | 16 de abril | 18:30 | 30 148 | Melero López           | 4 | 0 |
| Getafe C. F.       | 1 – 2 | Villarreal C. F.    | Coliseum Alfonso Pérez | 16 de abril | 21:00 | 9 657  | González Fuertes       | 2 | 0 |
| Granada C. F.      | 1 – 4 | Levante U. D.       | Los Cármenes           | 17 de abril | 14:00 | 15 323 | Pizarro Gómez          | 5 | 1 |
| Atlético de Madrid | 2 – 1 | R. C. D. Espanyol   | Wanda Metropolitano    | 17 de abril | 16:15 | 54 011 | Figueroa Vázquez       | 8 | 1 |
| Athletic Club      | 0 – 2 | R. C. Celta de Vigo | San Mamés              | 17 de abril | 18:30 | 35 541 | Hernández Hernández    | 4 | 0 |
| Sevilla F. C.      | 2 – 3 | Real Madrid C. F.   | Ramón Sánchez-Pizjuán  | 17 de abril | 21:00 | 40 650 | Cuadra Fernández       | 7 | 0 |
| F. C. Barcelona    | 0 – 1 | Cádiz C. F.         | Camp Nou               | 18 de abril | 21:00 | 57 495 | Jaime Latre            | 5 | 0 |

| R. C. D. Mallorca   | 2 – 1 | Deportivo Alavés  | Visit Mallorca Estadi | 19 de abril | 19:00 | 15 264 | Soto Grado             | 8 | 0 |
| Real Betis          | 0 – 1 | Elche C. F.       | Benito Villamarín     | 19 de abril | 21:00 | 43 257 | Alberola Rojas         | 5 | 1 |
| Villarreal C. F.    | 2 – 0 | Valencia C. F.    | La Cerámica           | 19 de abril | 21:30 | 13 570 | Munuera Montero        | 5 | 0 |
| Atlético de Madrid  | 0 – 0 | Granada C. F.     | Wanda Metropolitano   | 20 de abril | 19:00 | 43 517 | Gil Manzano            | 9 | 0 |
| R. C. Celta de Vigo | 0 – 2 | Getafe C. F.      | Abanca-Balaídos       | 20 de abril | 20:00 | 9 934  | Jaime Latre            | 7 | 0 |
| C. A. Osasuna       | 1 – 3 | Real Madrid C. F. | El Sadar              | 20 de abril | 21:30 | 21 360 | De Burgos Bengoetxea   | 4 | 0 |
| R. C. D. Espanyol   | 0 – 1 | Rayo Vallecano    | RCDE Stadium          | 21 de abril | 19:00 | 11 873 | Mateu Lahoz            | 8 | 0 |
| Levante U. D.       | 2 – 3 | Sevilla F. C.     | Ciutat de València    | 21 de abril | 19:00 | 18 100 | Díaz de Mera Escuderos | 6 | 0 |
| Cádiz C. F.         | 2 – 3 | Athletic Club     | Nuevo Mirandilla      | 21 de abril | 20:00 | 17 360 | Pizarro Gómez          | 6 | 1 |
| Real Sociedad       | 0 – 1 | F. C. Barcelona   | Reale Arena           | 21 de abril | 21:30 | 35 128 | Del Cerro Grande       | 3 | 0 |

| Sevilla F. C.         | 1 – 1 | Cádiz C. F.         | Ramón Sánchez-Pizjuán  | 29 de abril | 21:00 | 37 113 | Sánchez Martínez | 4 | 0 |
| Deportivo Alavés      | 2 – 1 | Villarreal C. F.    | Mendizorroza           | 30 de abril | 14:00 | 12 579 | Ortiz Arias      | 8 | 0 |
| Real Madrid C. F. (C) | 4 – 0 | R. C. D. Espanyol   | Santiago Bernabéu      | 30 de abril | 16:15 | 58 686 | Munuera Montero  | 2 | 0 |
| Valencia C. F.        | 1 – 1 | Levante U. D.       | Mestalla               | 30 de abril | 18:30 | 35 099 | Figueroa Vázquez | 7 | 1 |
| Athletic Club         | 2 – 0 | Atlético de Madrid  | San Mamés              | 30 de abril | 21:00 | 43 398 | Mateu Lahoz      | 6 | 0 |
| Elche C. F.           | 1 – 1 | C. A. Osasuna       | Martínez Valero        | 1 de mayo   | 14:00 | 16 305 | Del Cerro Grande | 6 | 0 |
| Granada C. F.         | 1 – 1 | R. C. Celta de Vigo | Los Cármenes           | 1 de mayo   | 16:15 | 15 036 | Martínez Munuera | 4 | 0 |
| Rayo Vallecano        | 1 – 1 | Real Sociedad       | Vallecas               | 1 de mayo   | 18:30 | 9 395  | Muñiz Ruiz       | 3 | 0 |
| F. C. Barcelona       | 2 – 1 | R. C. D. Mallorca   | Camp Nou               | 1 de mayo   | 21:00 | 62 789 | González Fuertes | 5 | 0 |
| Getafe C. F.          | 0 – 0 | Real Betis          | Coliseum Alfonso Pérez | 2 de mayo   | 21:00 | 9 916  | Cordero Vega     | 2 | 0 |

| Levante U. D.       | 2 – 1 | Real Sociedad     | Ciutat de València     | 6 de mayo | 21:00 | 17 278 | Alberola Rojas         | 5 | 0 |
| R. C. D. Mallorca   | 2 – 6 | Granada C. F.     | Visit Mallorca Estadi  | 7 de mayo | 14:00 | 18 466 | De Burgos Bengoetxea   | 5 | 0 |
| Athletic Club       | 0 – 0 | Valencia C. F.    | San Mamés              | 7 de mayo | 16:15 | 41 091 | Díaz de Mera Escuderos | 6 | 1 |
| Cádiz C. F.         | 3 – 0 | Elche C. F.       | Nuevo Mirandilla       | 7 de mayo | 18:30 | 17 615 | Hernández Hernández    | 1 | 1 |
| R. C. Celta de Vigo | 4 – 0 | Deportivo Alavés  | Abanca-Balaídos        | 7 de mayo | 18:30 | 10 567 | Cuadra Fernández       | 4 | 1 |
| Real Betis          | 1 – 2 | F. C. Barcelona   | Benito Villamarín      | 7 de mayo | 21:00 | 46 132 | Mateu Lahoz            | 3 | 0 |
| Getafe C. F.        | 0 – 0 | Rayo Vallecano    | Coliseum Alfonso Pérez | 8 de mayo | 14:00 | 10 125 | Melero López           | 7 | 0 |
| Villarreal C. F.    | 1 – 1 | Sevilla F. C.     | La Cerámica            | 8 de mayo | 16:15 | 17 461 | Gil Manzano            | 3 | 0 |
| R. C. D. Espanyol   | 1 – 1 | C. A. Osasuna     | RCDE Stadium           | 8 de mayo | 18:30 | 18 903 | Jaime Latre            | 4 | 0 |
| Atlético de Madrid  | 1 – 0 | Real Madrid C. F. | Wanda Metropolitano    | 8 de mayo | 21:00 | 63 874 | Soto Grado             | 6 | 0 |

| Valencia C. F.    | 0 – 3 | Real Betis          | Mestalla              | 10 de mayo | 19:00 | 28 091 | Del Cerro Grande       | 4  | 0 |
| Granada C. F.     | 1 – 0 | Athletic Club       | Los Cármenes          | 10 de mayo | 20:00 | 16 638 | Sánchez Martínez       | 4  | 1 |
| F. C. Barcelona   | 3 – 1 | R. C. Celta de Vigo | Camp Nou              | 10 de mayo | 21:30 | 55 899 | Ortiz Arias            | 3  | 1 |
| C. A. Osasuna     | 1 – 1 | Getafe C. F.        | El Sadar              | 11 de mayo | 19:00 | 17 850 | Muñiz Ruiz             | 6  | 1 |
| Deportivo Alavés  | 2 – 1 | R. C. D. Espanyol   | Mendizorroza          | 11 de mayo | 19:00 | 12 729 | Pizarro Gómez          | 6  | 0 |
| Sevilla F. C.     | 0 – 0 | R. C. D. Mallorca   | Ramón Sánchez-Pizjuán | 11 de mayo | 20:30 | 33 242 | Hernández Hernández    | 10 | 0 |
| Elche C. F.       | 0 – 2 | Atlético de Madrid  | Martínez Valero       | 11 de mayo | 21:30 | 21 266 | González Fuertes       | 4  | 0 |
| Real Sociedad     | 3 – 0 | Cádiz C. F.         | Reale Arena           | 12 de mayo | 19:00 | 29 014 | Martínez Munuera       | 6  | 0 |
| Rayo Vallecano    | 1 – 5 | Villarreal C. F.    | Vallecas              | 12 de mayo | 20:00 | 7 995  | Díaz de Mera Escuderos | 7  | 0 |
| Real Madrid C. F. | 6 – 0 | Levante U. D.       | Santiago Bernabéu     | 12 de mayo | 21:30 | 38 421 | Cordero Vega           | 3  | 0 |

| R. C. D. Espanyol   | 1 – 1 | Valencia C. F.    | RCDE Stadium           | 14 de mayo | 18:30 | 14 990 | Muñiz Ruiz           | 5  | 0 |
| Athletic Club       | 2 – 0 | C. A. Osasuna     | San Mamés              | 15 de mayo | 19:30 | 37 869 | Figueroa Vázquez     | 0  | 0 |
| Atlético de Madrid  | 1 – 1 | Sevilla F. C.     | Wanda Metropolitano    | 15 de mayo | 19:30 | 58 138 | Sánchez Martínez     | 7  | 0 |
| Real Betis          | 2 – 0 | Granada C. F.     | Benito Villamarín      | 15 de mayo | 19:30 | 45 016 | De Burgos Bengoetxea | 1  | 0 |
| R. C. Celta de Vigo | 1 – 0 | Elche C. F.       | Abanca-Balaídos        | 15 de mayo | 19:30 | 10 773 | Melero López         | 4  | 0 |
| R. C. D. Mallorca   | 2 – 1 | Rayo Vallecano    | Visit Mallorca Estadi  | 15 de mayo | 19:30 | 17 930 | Munuera Montero      | 1  | 0 |
| Getafe C. F.        | 0 – 0 | F. C. Barcelona   | Coliseum Alfonso Pérez | 15 de mayo | 19:30 | 13 072 | Gil Manzano          | 3  | 0 |
| Cádiz C. F.         | 1 – 1 | Real Madrid C. F. | Nuevo Mirandilla       | 15 de mayo | 19:30 | 19 643 | Mateu Lahoz          | 9  | 0 |
| Levante U. D.       | 3 – 1 | Deportivo Alavés  | Ciutat de València     | 15 de mayo | 19:30 | 12 438 | Cuadra Fernández     | 14 | 0 |
| Villarreal C. F.    | 1 – 2 | Real Sociedad     | La Cerámica            | 15 de mayo | 19:30 | 16 689 | González Fuertes     | 6  | 0 |

| Rayo Vallecano    | 2 – 4 | Levante U. D.       | Vallecas              | 20 de mayo | 21:00 | 8 446  | Melero López        | 3 | 0 |
| Real Madrid C. F. | 0 – 0 | Real Betis          | Santiago Bernabéu     | 20 de mayo | 21:00 | 52 232 | Jaime Latre         | 0 | 0 |
| Valencia C. F.    | 2 – 0 | R. C. Celta de Vigo | Mestalla              | 21 de mayo | 17:30 | 16 189 | Cordero Vega        | 6 | 0 |
| Elche C. F.       | 3 – 1 | Getafe C. F.        | Martínez Valero       | 22 de mayo | 17:30 | 21 266 | Cuadra Fernández    | 4 | 0 |
| Deportivo Alavés  | 0 – 1 | Cádiz C. F.         | Mendizorroza          | 22 de mayo | 20:00 | 11 138 | Sánchez Martínez    | 1 | 0 |
| Granada C. F.     | 0 – 0 | R. C. D. Espanyol   | Los Cármenes          | 22 de mayo | 20:00 | 17 951 | Hernández Hernández | 4 | 0 |
| C. A. Osasuna     | 0 – 2 | R. C. D. Mallorca   | El Sadar              | 22 de mayo | 20:00 | 18 717 | Soto Grado          | 4 | 0 |
| F. C. Barcelona   | 0 – 2 | Villarreal C. F.    | Camp Nou              | 22 de mayo | 22:00 | 54 850 | Munuera Montero     | 4 | 0 |
| Real Sociedad     | 1 – 2 | Atlético de Madrid  | Reale Arena           | 22 de mayo | 22:00 | 23 586 | Gil Manzano         | 6 | 0 |
| Sevilla F. C.     | 1 – 0 | Athletic Club       | Ramón Sánchez-Pizjuán | 22 de mayo | 22:00 | 31 305 | Del Cerro Grande    | 6 | 0 |

### Tabla de resultados cruzados
| Local \ Visitante   | ATH | ATM | OSA | CAD | ALA | ELC | FCB | GET | GRA | LEV | RAY | BET | CEL | ESP | RMA | MLL | RSO | SEV | VAL | VIL |
| ------------------- | --- | --- | --- | --- | --- | --- | --- | --- | --- | --- | --- | --- | --- | --- | --- | --- | --- | --- | --- | --- |
| Athletic Club       | —   | 2–0 | 2–0 | 0–1 | 1–0 | 2–1 | 1–1 | 1–1 | 2–2 | 3–1 | 1–2 | 3–2 | 0–2 | 2–1 | 1–2 | 2–0 | 4–0 | 0–1 | 0–0 | 2–1 |
| Atlético de Madrid  | 0–0 | —   | 1–0 | 2–1 | 4–1 | 1–0 | 2–0 | 4–3 | 0–0 | 0–1 | 2–0 | 3–0 | 2–0 | 2–1 | 1–0 | 1–2 | 2–2 | 1–1 | 3–2 | 2–2 |
| C. A. Osasuna       | 1–3 | 0–3 | —   | 2–0 | 1–0 | 1–1 | 2–2 | 1–1 | 1–1 | 3–1 | 1–0 | 1–3 | 0–0 | 0–0 | 1–3 | 0–2 | 0–2 | 0–0 | 1–4 | 1–0 |
| Cádiz C. F.         | 2–3 | 1–4 | 2–3 | —   | 0–2 | 3–0 | 0–0 | 1–1 | 1–1 | 1–1 | 2–0 | 1–2 | 0–0 | 2–2 | 1–1 | 1–1 | 0–2 | 0–1 | 0–0 | 1–0 |
| Deportivo Alavés    | 0–0 | 1–0 | 0–2 | 0–1 | —   | 1–0 | 0–1 | 1–1 | 2–3 | 2–1 | 1–0 | 0–1 | 1–2 | 2–1 | 1–4 | 0–1 | 1–1 | 0–0 | 2–1 | 2–1 |
| Elche C. F.         | 0–0 | 0–2 | 1–1 | 3–1 | 3–1 | —   | 1–2 | 3–1 | 0–0 | 1–1 | 2–1 | 0–3 | 1–0 | 2–2 | 1–2 | 3–0 | 1–2 | 1–1 | 0–1 | 1–0 |
| F. C. Barcelona     | 4–0 | 4–2 | 4–0 | 0–1 | 1–1 | 3–2 | —   | 2–1 | 1–1 | 3–0 | 0–1 | 0–1 | 3–1 | 1–0 | 1–2 | 2–1 | 4–2 | 1–0 | 3–1 | 0–2 |
| Getafe C. F.        | 0–0 | 1–2 | 1–0 | 4–0 | 2–2 | 0–1 | 0–0 | —   | 4–2 | 3–0 | 0–0 | 0–0 | 0–3 | 2–1 | 1–0 | 1–0 | 1–1 | 0–1 | 0–0 | 1–2 |
| Granada C. F.       | 1–0 | 2–1 | 0–2 | 0–0 | 2–1 | 0–1 | 1–1 | 1–1 | —   | 1–4 | 2–2 | 1–2 | 1–1 | 0–0 | 1–4 | 4–1 | 2–3 | 1–0 | 1–1 | 1–4 |
| Levante U. D.       | 0–0 | 2–2 | 0–0 | 0–2 | 3–1 | 3–0 | 2–3 | 0–0 | 0–3 | —   | 1–1 | 2–4 | 0–2 | 1–1 | 3–3 | 2–0 | 2–1 | 2–3 | 3–4 | 2–0 |
| Rayo Vallecano      | 0–1 | 0–1 | 0–3 | 3–1 | 2–0 | 2–1 | 1–0 | 3–0 | 4–0 | 2–4 | —   | 1–1 | 0–0 | 1–0 | 0–1 | 3–1 | 1–1 | 1–1 | 1–1 | 1–5 |
| Real Betis          | 1–0 | 1–3 | 4–1 | 1–1 | 4–0 | 0–1 | 1–2 | 2–0 | 2–0 | 3–1 | 3–2 | —   | 0–2 | 2–2 | 0–1 | 2–1 | 4–0 | 0–2 | 4–1 | 0–2 |
| R. C. Celta de Vigo | 0–1 | 1–2 | 2–0 | 1–2 | 4–0 | 1–0 | 3–3 | 0–2 | 1–0 | 1–1 | 2–0 | 0–0 | —   | 3–1 | 1–2 | 4–3 | 0–2 | 0–1 | 1–2 | 1–1 |
| R. C. D. Espanyol   | 1–1 | 1–2 | 1–1 | 2–0 | 1–0 | 1–2 | 2–2 | 2–0 | 2–0 | 4–3 | 0–1 | 1–4 | 1–0 | —   | 2–1 | 1–0 | 1–0 | 1–1 | 1–1 | 0–0 |
| Real Madrid C. F.   | 1–0 | 2–0 | 0–0 | 0–0 | 3–0 | 2–2 | 0–4 | 2–0 | 1–0 | 6–0 | 2–1 | 0–0 | 5–2 | 4–0 | —   | 6–1 | 4–1 | 2–1 | 4–1 | 0–0 |
| R. C. D. Mallorca   | 3–2 | 1–0 | 2–3 | 2–1 | 2–1 | 2–2 | 0–1 | 0–0 | 2–6 | 1–0 | 2–1 | 1–1 | 0–0 | 1–0 | 0–3 | —   | 0–2 | 1–1 | 0–1 | 0–0 |
| Real Sociedad       | 1–1 | 1–2 | 1–0 | 3–0 | 1–0 | 1–0 | 0–1 | 0–0 | 2–0 | 1–0 | 1–0 | 0–0 | 1–0 | 1–0 | 0–2 | 1–0 | —   | 0–0 | 0–0 | 1–3 |
| Sevilla F. C.       | 1–0 | 2–1 | 2–0 | 1–1 | 2–2 | 2–0 | 1–1 | 1–0 | 4–2 | 5–3 | 3–0 | 2–1 | 2–2 | 2–0 | 2–3 | 0–0 | 0–0 | —   | 3–1 | 1–0 |
| Valencia C. F.      | 1–1 | 3–3 | 1–2 | 0–0 | 3–0 | 2–1 | 1–4 | 1–0 | 3–1 | 1–1 | 1–1 | 0–3 | 2–0 | 1–2 | 1–2 | 2–2 | 0–0 | 1–1 | —   | 2–0 |
| Villarreal C. F.    | 1–1 | 2–2 | 1–2 | 3–3 | 5–2 | 4–1 | 1–3 | 1–0 | 0–0 | 5–0 | 2–0 | 2–0 | 1–0 | 5–1 | 0–0 | 3–0 | 1–2 | 1–1 | 2–0 | —   |

## Estadísticas

### Máximos goleadores
| Pos. | Jugador           | Goles | Part. | Prom. | Min. | M/G | T.P. | Club                | Nota(s)         |
| ---- | ----------------- | ----- | ----- | ----- | ---- | --- | ---- | ------------------- | --------------- |
| 1    | Karim Benzema     | 27    | 32    | 0.84  | 2596 | 81  | 27   | Real Madrid C. F.   | Trofeo Pichichi |
| 2    | Iago Aspas        | 18    | 37    | 0.49  | 3093 | 172 | 18   | R. C. Celta de Vigo | Trofeo Zarra    |
| 3    | Raúl de Tomás     | 17    | 34    | 0.5   | 2923 | 172 | 17   | R. C. D. Espanyol   | Trofeo Zarra    |
| =    | Vinícius Júnior   | 17    | 35    | 0.49  | 2699 | 159 | 17   | Real Madrid C. F.   |                 |
| 5    | Enes Ünal         | 16    | 37    | 0.43  | 2809 | 176 | 16   | Getafe C. F.        |                 |
| =    | Juanmi Jiménez    | 16    | 33    | 0.48  | 2145 | 134 | 16   | Real Betis Balompié |                 |
| 7    | Joselu            | 14    | 37    | 0.38  | 3126 | 223 | 14   | Deportivo Alavés    |                 |
| 8    | José Luis Morales | 13    | 35    | 0.37  | 2723 | 209 | 13   | Levante U. D.       |                 |
| 9    | Ángel Correa      | 12    | 36    | 0.33  | 1856 | 155 | 12   | Atlético de Madrid  |                 |
| =    | Memphis Depay     | 12    | 28    | 0.43  | 1847 | 154 | 12   | F. C. Barcelona     |                 |

### Máximos asistentes
| Pos. | Jugador           | Asistencias | Part. | Prom. | Min. | M/A | Club                | Nota(s) |
| ---- | ----------------- | ----------- | ----- | ----- | ---- | --- | ------------------- | ------- |
| 1    | Ousmane Dembélé   | 13          | 21    | 0.62  | 1411 | 109 | F. C. Barcelona     |         |
| 2    | Karim Benzema     | 12          | 32    | 0.38  | 2596 | 216 | Real Madrid C. F.   |         |
| 3    | Vinícius Júnior   | 10          | 35    | 0.29  | 2699 | 270 | Real Madrid C. F.   |         |
| =    | Jordi Alba        | 10          | 30    | 0.33  | 2648 | 265 | F. C. Barcelona     |         |
| =    | Iker Muniain      | 10          | 35    | 0.29  | 2802 | 280 | Athletic Club       |         |
| =    | Dani Parejo       | 10          | 33    | 0.3   | 2708 | 271 | Villarreal C. F.    |         |
| 7    | Óscar Trejo       | 9           | 32    | 0.28  | 2023 | 225 | Rayo Vallecano      |         |
| =    | Sergi Darder      | 9           | 36    | 0.25  | 3132 | 348 | R. C. D. Espanyol   |         |
| 9    | Nabil Fekir       | 8           | 34    | 0.24  | 2807 | 351 | Real Betis Balompié |         |
| =    | Luka Modrić       | 8           | 28    | 0.29  | 2049 | 256 | Real Madrid C. F.   |         |
| 11   | Sergio Canales    | 7           | 34    | 0.21  | 2803 | 400 | Real Betis Balompié |         |
| =    | Jorge de Frutos   | 7           | 25    | 0.28  | 1766 | 252 | Levante U. D.       |         |
| =    | José Luis Morales | 7           | 35    | 0.2   | 2723 | 389 | Levante U. D.       |         |
| 14   | Gonçalo Guedes    | 6           | 36    | 0.17  | 2613 | 436 | Valencia C. F.      |         |
| =    | Rubén García      | 6           | 37    | 0.16  | 2395 | 399 | C. A. Osasuna       |         |

### Mejor portero
El mejor portero del campeonato, reflejado en el trofeo Zamora.
| Pos. | Jugador               | Club                | G.E. | Part. | Coc.  | Par. | %Par. | Zam. | Nota(s)       |
| ---- | --------------------- | ------------------- | ---- | ----- | ----- | ---- | ----- | ---- | ------------- |
| 1    | Bono                  | Sevilla F. C.       | 24   | 31    | 0.774 | 76   | 76%   | 1    | Trofeo Zamora |
| 2    | Thibaut Courtois      | Real Madrid C. F.   | 29   | 36    | 0.806 | 93   | 72.1% | 2    |               |
| 3    | Gerónimo Rulli        | Villarreal C. F.    | 28   | 32    | 0.875 | 75   | 72.8% | 3    |               |
| 4    | Unai Simón            | Athletic Club       | 31   | 34    | 0.912 | 83   | 72.8% | 4    |               |
| 5    | Álex Remiro           | Real Sociedad       | 32   | 35    | 0.914 | 61   | 71.4% | 5    |               |
| 6    | Marc-André ter Stegen | F. C. Barcelona     | 34   | 35    | 0.971 | 64   | 69.1% | 6    |               |
| 7    | David Soria           | Getafe C. F.        | 41   | 38    | 1.079 | 54   | 56.8% | 7    |               |
| 8    | Jan Oblak             | Atlético de Madrid  | 43   | 38    | 1.132 | 66   | 60.6% | 8    |               |
| 9    | Matías Dituro         | R. C. Celta de Vigo | 43   | 38    | 1.132 | 96   | 69.1% | 9    |               |
| 10   | Stole Dimitrievski    | Rayo Vallecano      | 37   | 31    | 1.194 | 91   | 71.1% | 10   |               |
| 11   | Sergio Herrera        | C. A. Osasuna       | 48   | 36    | 1.333 | 101  | 67.8% | 11   |               |
| 12   | Jeremías Ledesma      | Cádiz C. F.         | 51   | 38    | 1.342 | 120  | 70.2% | 12   |               |
| 13   | Diego López           | R. C. D. Espanyol   | 49   | 35    | 1.4   | 115  | 70.1% | 13   |               |
| 14   | Luís Maximiano        | Granada C. F.       | 55   | 35    | 1.571 | 127  | 69.8% | 14   |               |
| 15   | Fernando Pacheco      | Deportivo Alavés    | 60   | 34    | 1.765 | 89   | 59.7% | 15   |               |
| 16   | Edgar Badia           | Elche C. F.         | 35   | 24    | 1.458 | 79   | 69.3% | 16   |               |
| 17   | Dani Cárdenas         | Levante U. D.       | 46   | 24    | 1.917 | 74   | 61.7% | 17   |               |
| 18   | Rui Silva             | Real Betis          | 21   | 22    | 0.955 | 55   | 72.4% | 18   |               |
| 19   | Manolo Reina          | R. C. D. Mallorca   | 26   | 21    | 1.238 | 52   | 66.7% | 19   |               |
| 20   | Giorgi Mamardashvili  | Valencia C. F.      | 20   | 18    | 1.111 | 55   | 73.3% | 20   |               |

### Galardones mensuales
|                              |
| POTM LaLiga, septiembre 2021 |

|                           |
| POTM LaLiga, octubre 2021 |

|                             |
| POTM LaLiga, noviembre 2021 |

|                             |
| POTM LaLiga, diciembre 2021 |

|                         |
| POTM LaLiga, enero 2022 |

|                           |
| POTM LaLiga, febrero 2022 |

|                         |
| POTM LaLiga, marzo 2022 |

|                         |
| POTM LaLiga, abril 2022 |

|                        |
| POTM LaLiga, mayo 2022 |

| Mes  | Jugador          | Equipo              | Ref.                                                   |
| ---- | ---------------- | ------------------- | ------------------------------------------------------ |
| Sep. | Karim Benzema    | Real Madrid C. F.   | Archivado el 24 de octubre de 2021 en Wayback Machine. |
| Oct. | Robin Le Normand | Real Sociedad       |                                                        |
| Nov. | Vinícius Júnior  | Real Madrid C. F.   |                                                        |
| Dic. | Juanmi Jiménez   | Real Betis Balompié | Archivado el 1 de enero de 2022 en Wayback Machine.    |
| Ene. | Ángel Correa     | Atlético de Madrid  |                                                        |
| Feb. | Thibaut Courtois | Real Madrid C. F.   |                                                        |
| Mar. | João Félix       | Atlético de Madrid  |                                                        |
| Abr. | Karim Benzema    | Real Madrid C. F.   |                                                        |
| May. | Vedat Muriqi     | R. C. D. Mallorca   |                                                        |

### Mejores jugadores de la temporada
EA Sports FIFA y LaLiga determinaron en la Gala Team of The Season, los 15 mejores jugadores de la temporada.